# Ours dans la culture
Pour les articles homonymes, voir Ours (homonymie).
Vous lisez un « article de qualité » labellisé en 2010.
L'ours dans la culture des populations humaines en contact avec cet animal, qui partagea longtemps son biotope avec elles, a toujours occupé une place particulière. Dès l'époque préhistorique, il a incarné une divinité. Si la thèse du culte de l'ours au paléolithique moyen est controversée, de nombreuses formes de vénération liées à sa chasse et associées à des rites parfois violents sont plus tard attestées dans de multiples sociétés autour du monde. L'ours a été considéré comme un double animal de l'homme, un ancêtre tutélaire, un symbole de puissance, de renouveau, du passage des saisons, et même de royauté, puisqu'il fut longtemps symboliquement le roi des animaux en Europe. Étroitement associés à des pratiques et traditions animistes « païennes » parfois transgressives, l'ours et ses cultes furent combattus par l'Église catholique lors des évangélisations successives, ce qui conduisit à la dépréciation et à la diabolisation progressive de l'animal, jusqu'à lui donner une réputation de goinfrerie et de stupidité au Moyen Âge. Les traditions liées à l'ours survivent toutefois dans quelques communautés des régions septentrionales telles que la Sibérie, la Laponie, chez les Amérindiens, mais aussi dans les Pyrénées ; elles furent largement étudiées par les ethnologues. L'ours et le souvenir de ses cultes ont fortement marqué l'imaginaire et la culture populaire en général.
L'ours est en effet présent dans un grand nombre d'histoires mythologiques ou folkloriques remarquables par leurs nombreux points communs, puisqu'elles le mettent souvent en scène aux côtés de jeunes femmes dont il tombe amoureux et qu'il enlève, parfois pour leur faire des enfants dotés d'une force surhumaine. Sa puissance brute et son insatiable appétit sexuel y sont mis en avant, ainsi que son anthropomorphisme, pour en faire une sorte d'homme sauvage et d'initiateur d'unions fécondantes. De nombreuses croyances populaires lui sont associées : ainsi, au Moyen Âge, la femelle était censée lécher longuement ses petits qui naissaient ébauchés et avant terme afin de les ranimer et de leur donner forme (d'où le terme d'« ours mal léché »), et on a longtemps cru que ces animaux survivaient à l'hivernation en se léchant les pattes. Symbole de la Suisse, de la Finlande, de la Russie ou encore de la Californie, l'ours a donné son nom à de nombreux lieux tels que la ville de Berne ainsi qu'à deux constellations, et a inspiré proverbes et expressions populaires.
À l'époque moderne, l'ours est surtout associé à l'enfance à travers l'ours en peluche, devenu l'un des jouets les plus populaires de tous les temps. Ainsi sont apparus les « ours mignons » qui consolent les enfants, en particulier dans des films et séries d'animation, ainsi que les confiseries en forme d'ours. Le lien entre l'ours et l'enfant est purement affectif et émotionnel, et l'animal familièrement surnommé « nounours » ou « Teddy bear ».

## Époque préhistorique
L'époque préhistorique est celle d'une cohabitation étroite entre l'Homme et plusieurs espèces d'ours. Michel Pastoureau pense que « les hommes et les sociétés […] semblent hantés par ce souvenir, plus ou moins conscient, de ces temps très anciens où avec les ours ils avaient les mêmes espaces et les mêmes proies, les mêmes peurs et les mêmes cavernes, parfois les mêmes rêves et les mêmes couches ».

### Culte de l'ours

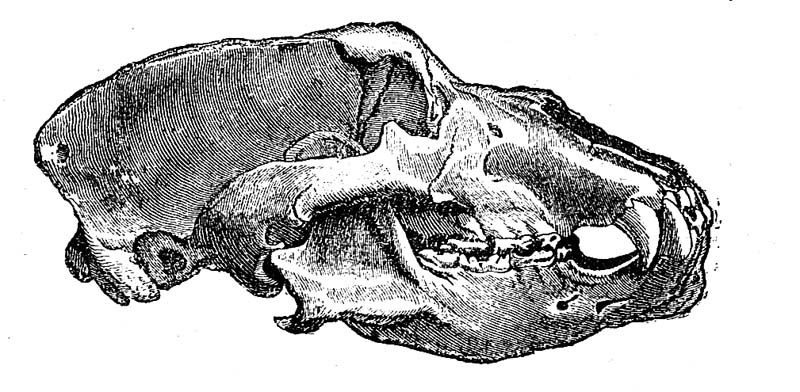
Crâne d'ours des cavernes.

L'existence d'un culte de l'ours religieux et symbolique dans les grottes préhistoriques est évoquée dès 1920. On retrouve plus tard ce culte dans de nombreuses sociétés d'Europe, d'Amérique du Nord et d'Asie avec d'innombrables témoignages à l'appui. La question de son ancienneté au paléolithique moyen fait depuis plusieurs décennies l'objet d'un débat entre chercheurs et historiens : les sceptiques, comme André Leroi-Gourhan et Frédéric Édouard Koby, ne voient dans la présence d'ossements et de crânes d'ours aux côtés de ceux des hommes et dans certaines positions que des coïncidences ou le résultat de phénomènes taphonomiques, qui ont donné naissance à une légende.
Le nombre d'ossements d'ours retrouvés dans ces grottes est toujours extrêmement important, mais la question demeure de savoir s'ils ont été amenés par les hommes, ou s'ils proviennent d'ours morts naturellement. Selon Michel Pastoureau, des os et crânes d'ours semblent avoir été volontairement disposés de manières particulières, et « nier le fait que l'ours possédait un statut à part serait faire preuve de mauvaise foi », mais les préhistoriens opposés au culte de l'ours sont majoritaires au début du XXIe siècle.
La plus ancienne trace connue d'association possible entre l'ours et la culture humaine figure dans la grotte du Regourdou, en Périgord et près de Lascaux, où l'on a retrouvé en 1965 une sépulture humaine datée de 80 000 ans avant notre ère et celle d'un ours brun sous une même dalle. Cette grotte fut alors vue par les préhistoriens comme « un véritable sanctuaire permettant de résoudre le problème du culte de l'ours ». Selon la thèse soutenue par Christian Bernadac, cet animal aurait pu être le « premier dieu célébré par les hommes ». Au paléolithique supérieur, soit environ 30 000 ans avant notre ère, les preuves d'une association symbolique de l'ours avec l'homme sont plus solides, entre autres à la grotte Chauvet, en Ardèche, où des crânes d'ours probablement disposés volontairement de manière rituelle ont été retrouvés,. La consommation de viande d'ours semble également avoir été courante.

### Art préhistorique

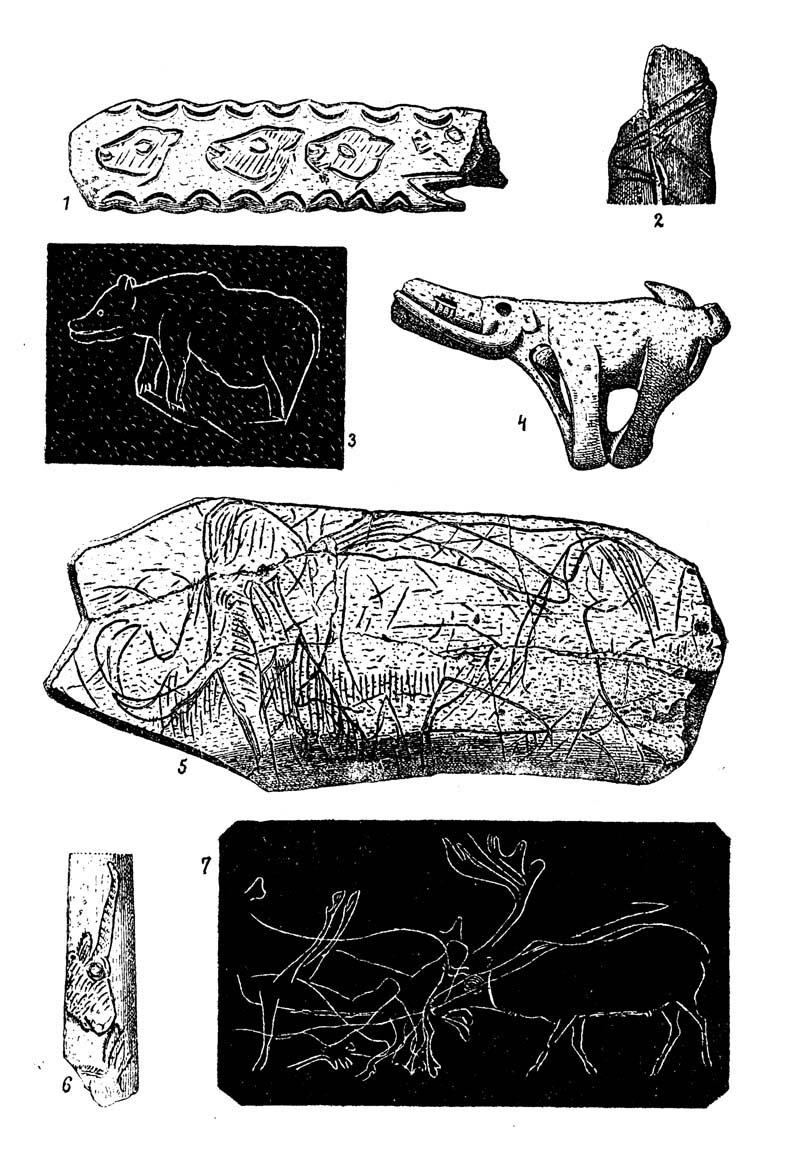
Divers objets d'art préhistorique représentant des animaux, dont (figure 3) un grand ours des cavernes.

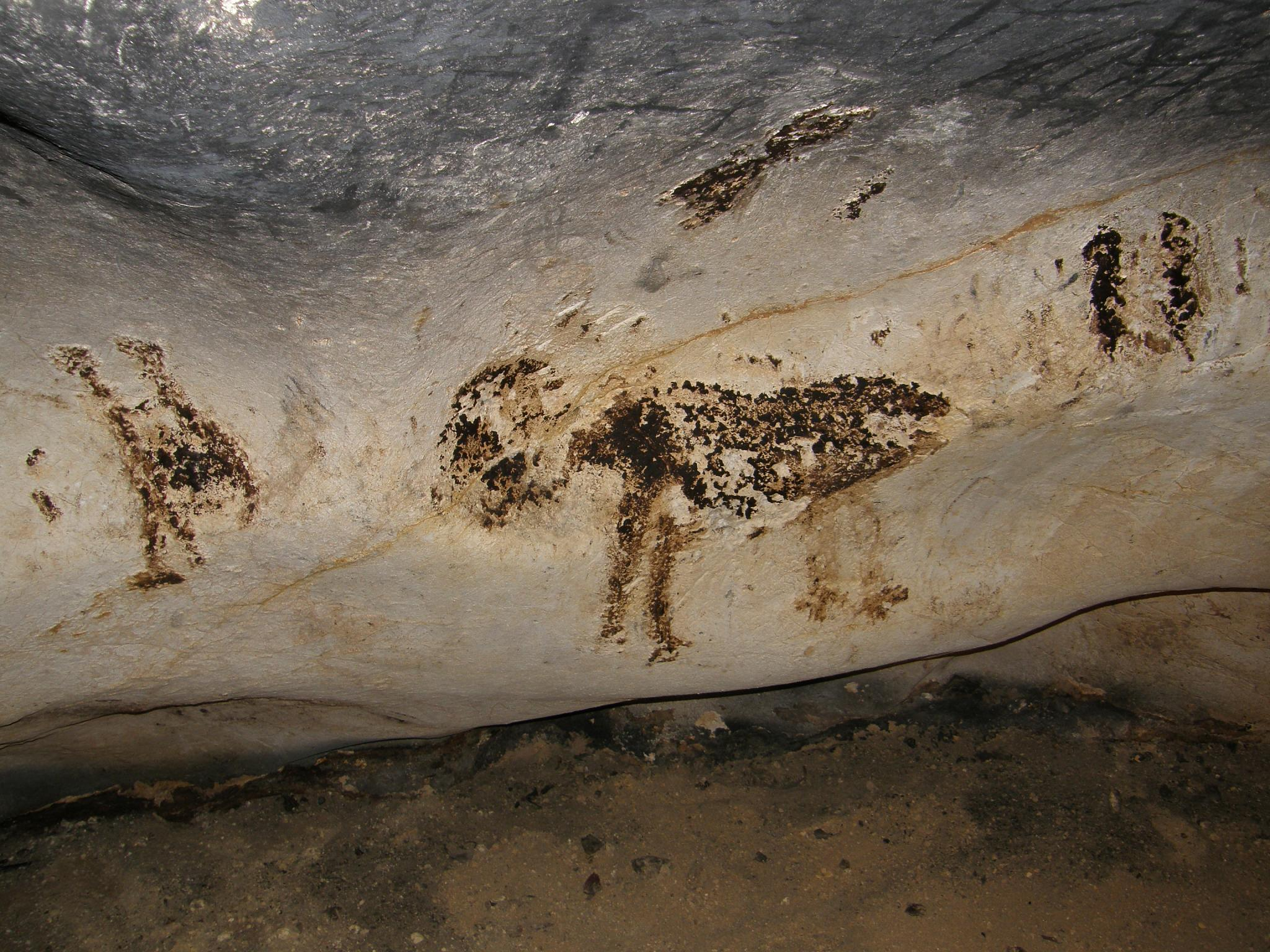
Peinture pariétale connue comme la scène à l'ours, dans la grotte de Magoura.

L'ours figure dans l'art pariétal dès 35 000 ans avant notre ère, et représente environ 2 % des dessins animaliers dans les grottes d'Europe occidentale. La grotte Chauvet contient plus de quinze représentations d'ours mais ces animaux ne sont présents que dans un dixième des 300 grottes paléolithiques connues en 2007, comme celle des Combarelles, de Montespan et des Trois-Frères, où est représenté un personnage thérianthrope avec des pattes antérieures d'ours. Bien que les ours aient fait des cavernes leur habitat favori, elles n'ont vraisemblablement pas été habitées par les hommes qui en décorèrent les parois. Une célèbre statue en argile, un temps la plus ancienne statue attestée, datant d’environ 15 000 ans avant aujourd’hui, représente un ours.
Différentes hypothèses existent concernant la signification des dessins. L'abbé Breuil évoquait un rituel de protection pour la chasse mais l'idée fut abandonnée. Ces dessins furent également vus comme les représentations de mythes sur l'origine des clans ou des emblèmes totémiques. Plus récemment, une hypothèse évoque une fonction chamanique, et la représentation des visions du chaman durant sa transe.
Dans l'art mobilier, des ours ont été représentés sur tous les supports d'expression habituels : matériaux lithiques (plaques de schiste, calcaire), matériaux osseux (os, bois de renne…). On connaît quelques modelages d'argile provenant de République tchèque (site de Dolní Věstonice).
Une thèse défendue en 2009 a fait état de près de 200 représentations d'ours dans l'art préhistorique, surtout attribuées à la période magdalénienne. Il semble qu'il soit impossible de discriminer les représentations d'ours des cavernes de celles d'ours bruns à travers leur simple représentation, qui obéit plutôt à des volontés d'exagération ou de simplification des formes qu'à une stricte reproduction naturaliste.

## Cultes et traditions de l'Antiquité au Moyen Âge en Europe
Les nombreuses traces des traditions et des cultes liés à l'ours dans l'Antiquité semblent toutes issues de traditions « païennes » et concernent des rites de passage ainsi que des initiations dont on retrouve trace dans les récits héroïques qui ont marqué l'Europe entière.
L'ours brun voyait sa force et sa combativité mises en valeur parmi les animaux du cirque de la Rome antique. Les mœurs de cet animal furent étudiées puisque l'Histoire naturelle de Pline l'Ancien évoque l'hivernation, la vie de l'ours au rythme des saisons, son amour du miel, son anthropomorphisme, et conclut en disant qu'« aucun autre animal n'est plus habile à faire le mal ». Il servira d'inspiration aux nombreux auteurs de bestiaires et d'encyclopédies du Moyen Âge et de la Renaissance.

### Antiquité grecque

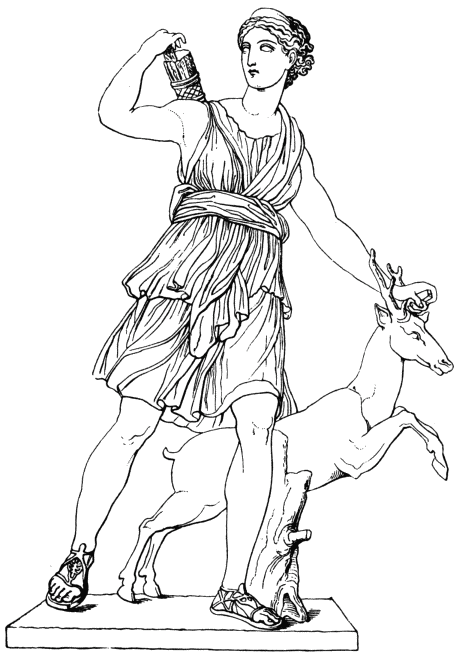
La déesse Artémis est étroitement associée à l'ours.

Selon Michel Pastoureau, bien que les auteurs de la mythologie grecque n'évoquent pas directement leurs croyances concernant l'ours, il est évident que cet animal possède une symbolique particulière en Grèce antique au regard des preuves apportées par les textes de la mythologie : il n'était pas une divinité, mais l'attribut de certains dieux. La plus vieille légende archétypale d'ours amateur de femmes serait celle de Pâris, nourri du lait d'une ourse, qui enlève ensuite Hélène et provoque la ruine de Troie. Un rituel est mentionné par Pausanias : les guerriers d'Arcadie revêtaient des peaux d'ours avant de partir en guerre contre Sparte.
Artémis est parfois désignée comme « déesse aux ours » : elle prend en effet l'apparence de cet animal et son nom dérive de la racine indo-européenne de l'ours ; de plus, les prêtresses de ses temples (dont certains sont en lien avec une légende d'ours) étaient parfois nommées arktoi, qui signifie « petites ourses ».
Il existe plusieurs variantes de l'histoire de la nymphe Callisto, qui avait fait vœu de chasteté sous la protection d'Artémis mais fut séduite et trompée par Zeus. Tombée enceinte et incapable de cacher son état, elle reçut une flèche d'Artémis qui la changea en ourse et la délivra de son enfant, Arcas (dont le nom fait de nouveau référence à l'ours).

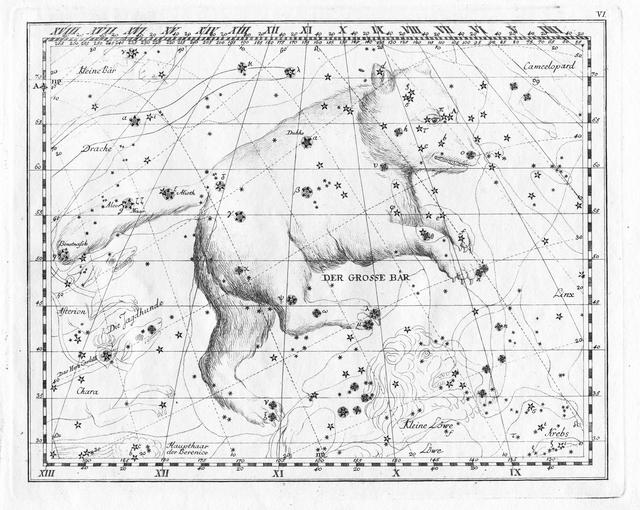
L'ours a donné son nom à deux constellations, la Grande Ourse et la Petite Ourse, liées à la légende de Callisto et d'Arcas.

Arcas grandit et devint roi d'Arcadie. Durant une partie de chasse, il aperçut sa mère sous forme d'ourse et s'apprêtait à la tuer quand Héra (ou Zeus) changea Callisto en constellation de la Grande Ourse, tandis qu'Arcas devenait la Petite Ourse ou l'étoile Arcturus. Selon les versions, ils sont tous deux punis par l'Océan qui les condamne à tourner autour du pôle Nord sans jamais pouvoir se reposer, ou par Héra qui exige cette punition,,.
Il existe aussi une version ancienne de la légende d'Iphigénie où elle est sauvée de la mort par une métamorphose, non pas en biche, mais en ourse. L'héroïne Atalante aurait été recueillie et nourrie par une ourse après sa naissance ; après son mariage avec Hippomène, le couple oublia de remercier Aphrodite qui, selon la version la plus courante, les changea en lions. Cependant, il existe une version dans laquelle Artémis les change en ours,. Pâris, héros de la guerre de Troie, a lui aussi été allaité par une ourse. Des cas de passions entre humains et ours sont évoqués, ainsi Polyphonte eut-elle Agrios et Orios de son union avec un ours, et une ourse enfanta Acrisios avec Céphale.

### Peuples celtes et pyrénéens

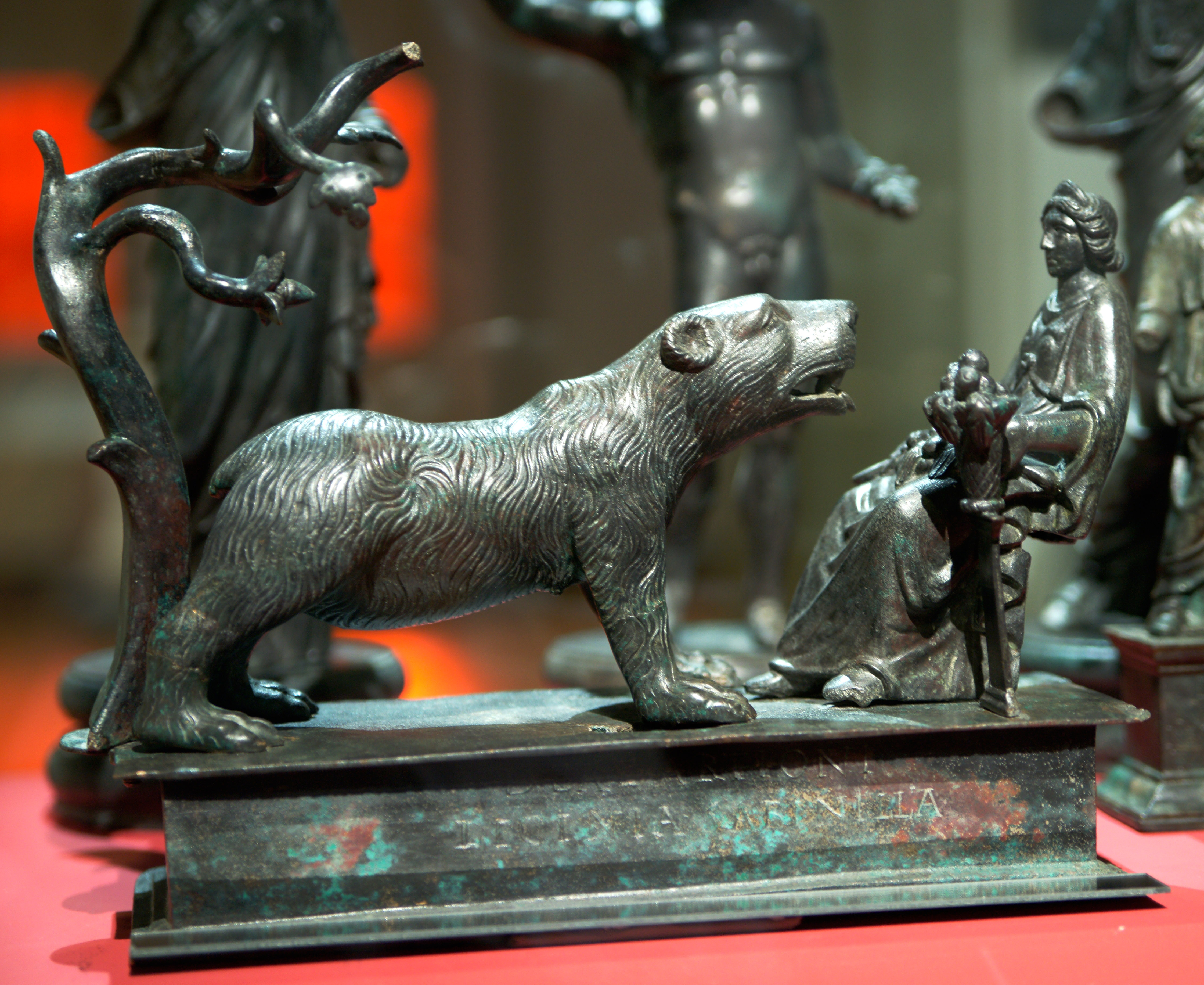
Statuette votive dédiée à Artio, parmi une collection de figurines en bronze gallo-romaines du IIe siècle trouvées en Suisse, près de Berne 1832.

Tout porte à croire que les anciens Celtes ont associé l'ours à l'idée de force et de virilité, mais surtout de royauté. Il fut peut-être même divinisé puisque le vieil irlandais art, désignant l'ours, est devenu un synonyme de dia, signifiant « Dieu », et se retrouve lorsqu'on disait du prince Eochaid qu'il était « beau comme un ours » (art), c'est-à-dire comme un Dieu. La même racine linguistique se retrouve chez le roi Arthur, figure probablement issue de la tradition orale et de la mémoire populaire préchrétienne (arth, vieux gallois, ou ard, vieux breton, arzh en breton moderne, signifiant « ours »). Une théorie en fait un roi-ours, souvenir d'un ours sacré de la mythologie celtique qui aurait peu à peu perdu sa nature animale au cours des adaptations successives de sa légende ; de plus, les Gallois nomment traditionnellement la Grande Ourse « char d'Arthur ». Dans la légende arthurienne, certains chevaliers de la Table ronde, dont Yvain et Lancelot, combattent des ours. Le roman arthurien d'Yder raconte comment ce jeune chevalier a combattu puis vaincu un ours échappé de la ménagerie royale d'Arthur à mains nues. Tous témoignent d'un statut d'animal royal.
D'anciennes divinités liées à l'ours suivirent les migrations des peuples celtes vers l'occident, telles qu'Andarta et Arduinna. La déesse helvète Artio a pour attribut un ours, comme le prouve une statuette en bronze retrouvée au IIe siècle. Il existait un dieu gaulois nommé Matugenos, ce qui signifie « fils de l'ours, ». Des inscriptions sur des autels votifs évoquent les dieux pyrénéens honorés localement dans le Comminges du Ier au IVe siècle. Le dieu Artahe, Artehe ou Arte, lié étymologiquement à l'ours, y figure en bonne place.
Dans le système tripartite indo-européen, l'ours fut emblème de la classe guerrière, par opposition à la classe sacerdotale symbolisée par le sanglier.

### Peuples germains et scandinaves

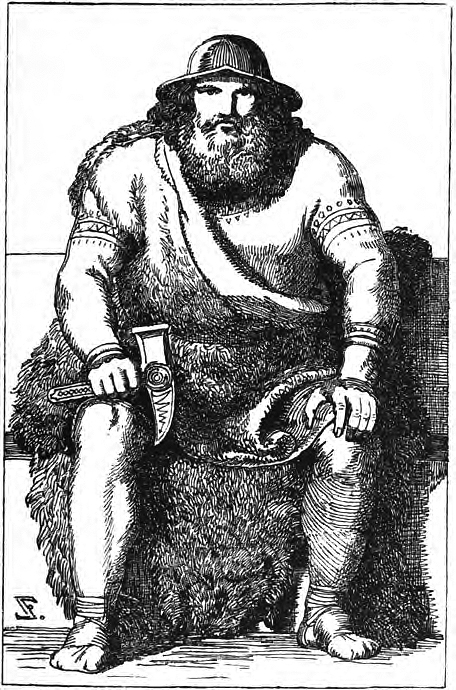
Dessin de Thor par Lorenz Frølich en 1907.

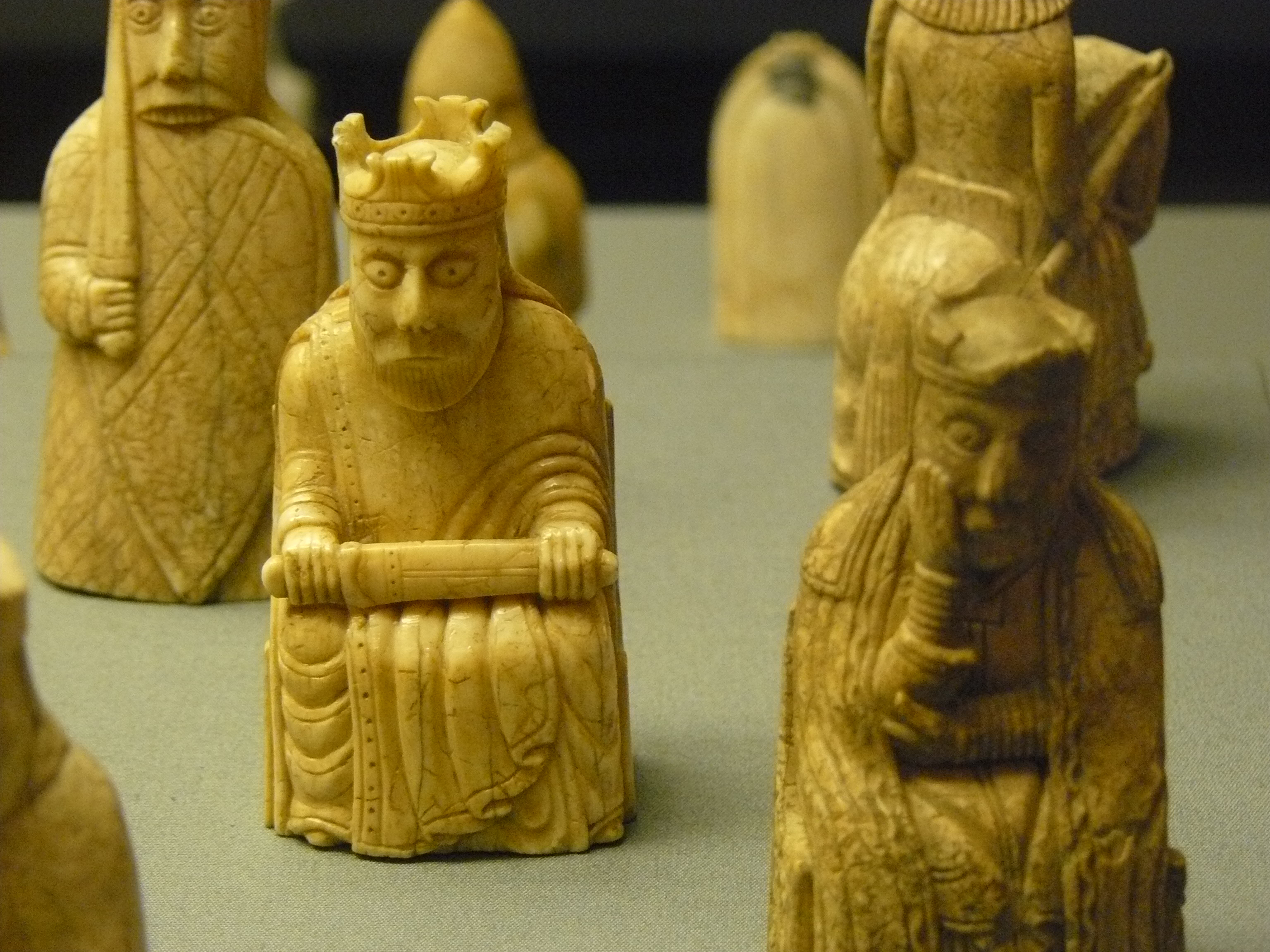
Dans ce jeu d'échecs, les pions sont des berserkir (en haut à gauche) portant une chemise d'ours et mordant leur bouclier.

Chez les peuples germaniques et scandinaves à l'époque de la religion nordique ancienne, l'ours est célébré pour sa force, son courage et son invincibilité, considéré comme le roi des animaux, mais aussi attribut des puissants et objet de rituels, et même intermédiaire entre le monde humain et animal en raison de ses ressemblances avec l'homme.
Au VIIIe siècle, les cultes et vénérations de l'ours étaient qualifiés de « frénétiques » et « démoniaques » en Saxe et dans les régions avoisinantes,. Saint Boniface, évangélisateur de la Germanie, a ainsi mentionné avec horreur à son retour de Saxe ces rituels païens consistant à se déguiser en ours, à boire le sang de cet animal et à manger sa chair avant les batailles, afin de voir sa puissance transmise symboliquement. Jacob Grimm évoque la place de l'ours chez les Germains comme celle de « l'animal totémique par excellence ». Des emblèmes à vocation prophylactique et militaire, comme des talismans composés de griffes d'ours, étaient utilisés. Le dieu des guerriers et du tonnerre de la mythologie nordique, Thor, semble avoir été très tôt surnommé « Thorbiörn », c'est-à-dire Thor-ours, et l'ours était particulièrement associé aux guerriers et uniquement aux hommes. Lors des rites de passage des jeunes Germains à l'âge adulte, chez les Goths par exemple, une épreuve consistait à affronter un ours au corps à corps.
Les peuples germano-scandinaves ont aussi utilisé une foule de noms construits autour de celui qu'ils attribuaient à l'ours en vieux norrois : « Björn ». Tous évoquent l'idée de force et de violence.

#### Attestations dans les sagas
L'ours est également évoqué dans les sagas, où il se fait un ancêtre de l'homme à l'instar de ce que l'on retrouve dans de multiples mythes et légendes autour du monde. La Geste des Danois mentionne la lutte à mains nues du jeune Skioldius contre un ours et la naissance de Torgils Sprakeleg, issu d'une femme et d'un ours. Bjarki (« le petit ours ») est transformé par sa belle-mère et Bodvar se voit affublé de pieds d'ours pour avoir mangé la viande de l'arrière-train d'un ours injustement abattu. Le héros Beowulf, issu du légendaire scandinave, porte un nom signifiant « ennemi des abeilles », qui est aussi l'un des surnoms de l'ours. Il est possible qu'il ait été à l'origine un ours ou l'enfant d'un ours et d'une femme. Il arrive que des morts se réincarnent dans le corps d'un ours et tourmentent ainsi leurs ennemis.
Les légendes liées aux rois danois les font descendre d'un ours, mais, historiquement, il s'agit d'une invention pour justifier un nom ressemblant à celui de l'ours, tout comme les légendes qui entourent la famille italienne Orsini.

#### Berserk

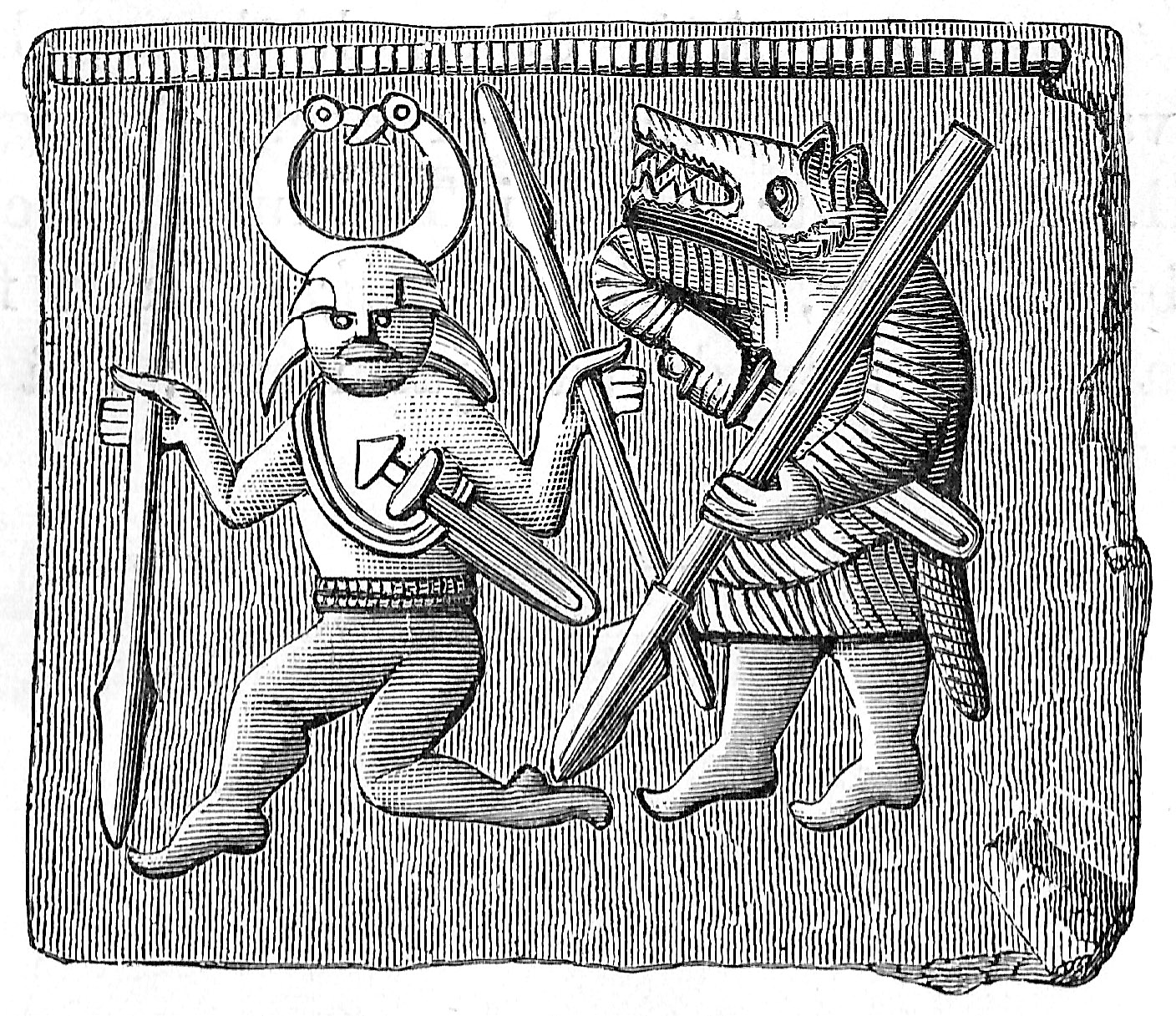
Guerrier berserk thérianthrope transformé en loup sur l'une des matrices de Torslunda, fin du VIe siècle.

Le plus célèbre rituel lié à l'ours chez les anciens Scandinaves est celui des berserkir, guerriers-ours et guerriers-loups réputés pour l'état de fureur guerrière dans lequel ils entraient. Les auteurs qui les évoquent parlent de leur démarche imitant celle de l'ours, de la peau d'ours dont ils se revêtaient, des cris qu'ils poussaient, de leur quasi-invincibilité et d'un rituel chamanique où ils absorbaient des drogues leur ôtant tout sentiment de peur et de pitié avant les combats. Cette capacité à se « transformer » en ours porte le nom de Bärenhaftigkeit.

## Cultes et traditions au Moyen Âge en Europe

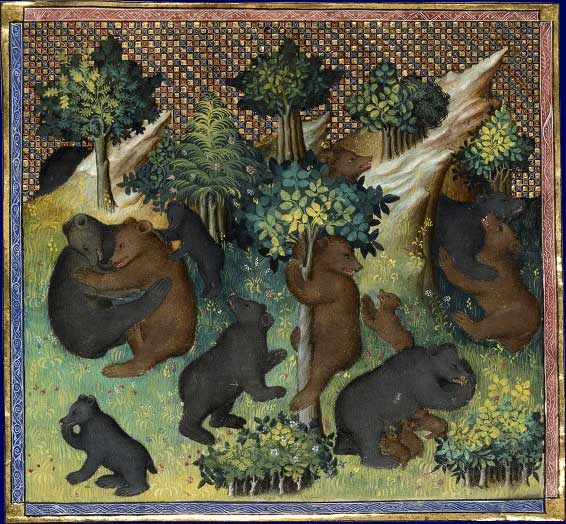
De l'ours et de toute sa nature par Gaston Fébus dans le Livre de chasse, au début du XVe siècle. À gauche, deux ours s'accouplent à la manière des hommes.

De manière générale, le Moyen Âge européen voit une dépréciation progressive de la place symbolique de l'ours brun, notamment sous l'influence des autorités chrétiennes, qui contribuèrent à faire du lion le roi des animaux, particulièrement au cours du XIIe siècle. Le prestige de l'ours semble cependant s'être plus ou moins maintenu dans les Pyrénées.

### Fêtes
Durant le haut Moyen Âge, l'ours fut célébré dans une grande partie de l'Europe, en particulier le 11 novembre, qui correspond à la fois à la date théorique de son début d'hivernation et à l'hivernage pour les paysans. Cette fête symbolisait « le passage du dehors au dedans, de la vie à la mort » en relation avec le calendrier ; elle donnait lieu à des rites païens impliquant des déguisements, des danses et des jeux sexuels. De même, le 2 ou le 3 février étaient associés à la sortie de l'hivernation, et les fêtes impliquaient des viols et des rapts simulés. Ces festivités étaient particulièrement fréquentes dans les Ardennes et le croissant alpin, deux régions où étaient vénérées des déesses celtes liées à l'ours, Arduinna et Artio. Une très ancienne légende, probablement issue d'un motif indo-européen, veut que l'ours expulse les âmes des morts qu'il porte dans son ventre en émettant un pet à son réveil de l'hivernation, et chevaucher un ours était censé guérir divers maux.

### Point de vue des autorités chrétiennes

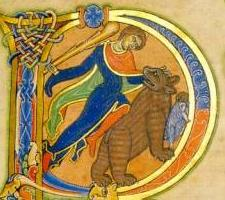
Un civil assaillant un ours au bâton dans la Bible de Winchester, fin XIIe siècle.

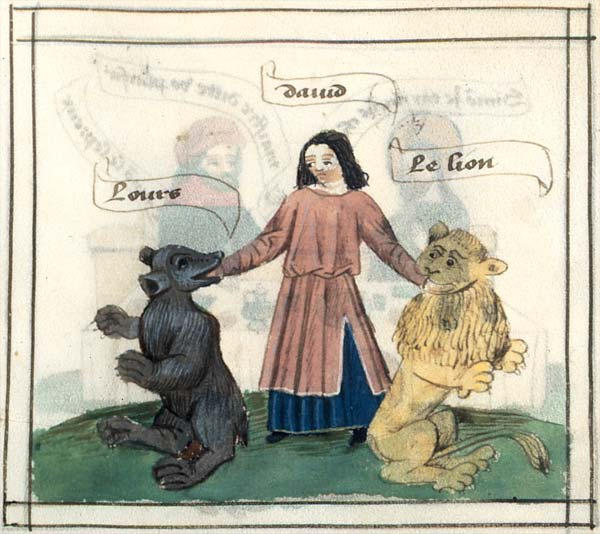
David et bête(s) sauvage(s) dans Speculum humanae salvationis, milieu du XVe siècle.

Dans la Bible, David le berger doit défendre ses brebis contre ours et lions et Élisée prononce une malédiction au nom de Yahvé contre des enfants qui se moquent de lui : aussitôt, une ourse jaillit des bois et en dévore quarante-deux. De manière générale, les apparitions de l'ours y sont celles d'un animal dangereux et féroce.
La place de l'ours dans la Bible et la volonté de lutter contre les rituels et traditions païens qui célébraient les saisons, la nature, la position des astres et les animaux, expliquent pourquoi ils furent peu à peu remplacés au cours du Moyen Âge par des fêtes chrétiennes célébrant les saints, le Christ ou la Vierge. Le 11 novembre devint la fête de saint Martin dans une grande partie de l'Europe de l'Ouest. De même, les mois d'hiver où l'ours était traditionnellement célébré furent associés à des « saints à l'ours », et le 2 février devint la Chandeleur, parfois nommée jusqu'au XVIIIe siècle « Chandelours » en souvenir de son origine.

#### Interdictions
La vénération des animaux allait à l'encontre des préceptes de la foi chrétienne médiévale, fortement imprégnée des récits de saint Augustin. Il prônait la supériorité de l'homme sur les animaux, considérés comme des êtres inférieurs et imparfaits. Ainsi, il dit dans son Sermon sur Isaïe que « l'ours, c'est le Diable ». Tous les rituels liés à une forme de vénération de l'ours, ainsi que les déguisements souvent associés à des pratiques transgressives liées à la fertilité, furent interdits et sévèrement combattus par les autorités chrétiennes. Ainsi, Hincmar de Reims ordonna vers 852 aux évêques de sa province de ne pas les tolérer, tout comme Adalbéron de Laon quelques décennies plus tard. Les déguisements d'ours furent eux aussi interdits, de même qu'au IXe siècle les « jeux avec des ours », peut-être inspirés de ceux du cirque de la Rome antique.

#### Hagiographie

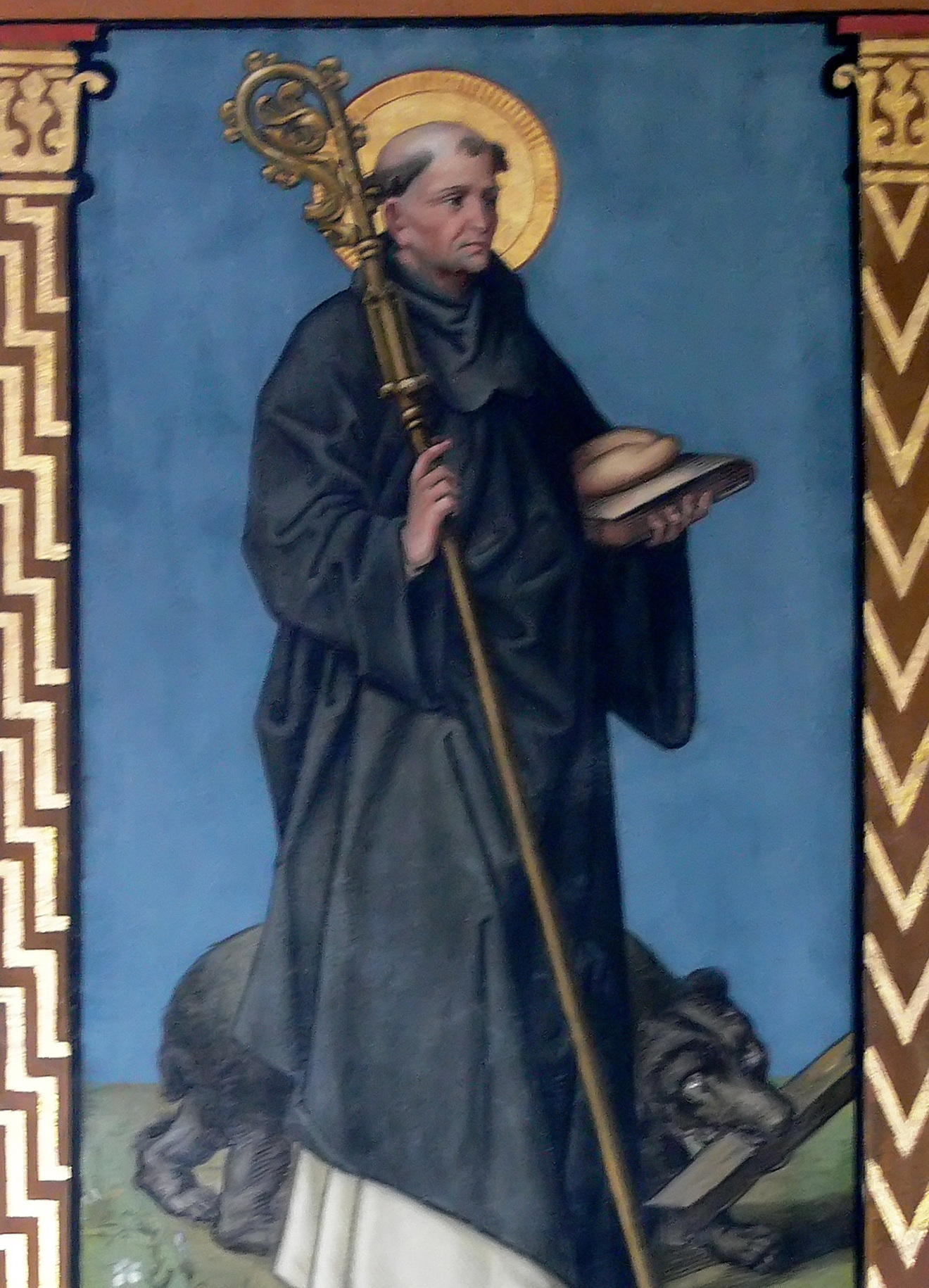
Peinture murale représentant saint Gall et son ours, nef de l’église Saint-Venance de Pfärrenbach.
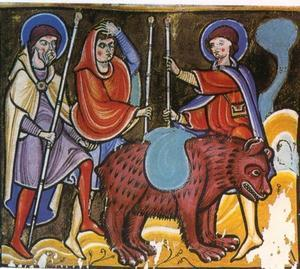
L’ours porte les bagages de saint Amand dans une miniature de la Vie de saint Amand, vers 1160.
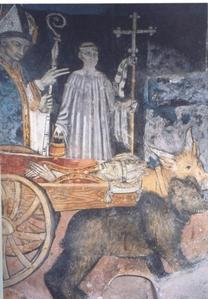
Saint Arige porté en terre, peinture murale de l’église d’Auron datant de la première moitié du XVe siècle.
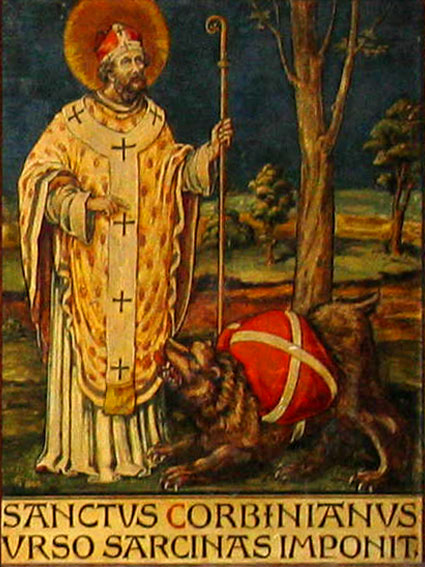
Saint Corbinien ordonne à l’ours de porter ses bagages.

L'ours dompté de saint Corbinien, emblème de Freising, sur les armes du pape Benoît XVI.

L'hagiographie abonde d'exemples où des saints apprivoisent des ours, tels saint Blaise, saint Colomban, saint Gall, saint Martin (d’où le nom de Martin fréquemment donné à l’ours). Tous avaient pour fonction de lutter contre les cultes païens liés à l'ours. L'ours sauvage y dévore souvent la monture ou la bête de trait d'un saint, ce dernier forçant l'ours à remplacer son animal (généralement un âne, une mule ou un bœuf) et à porter ses bagages ou tirer une charrue ; saint Éloi, saint Claude, saint Arige, saint Corbinien et saint Viance apprivoisèrent chacun un ours de cette façon,. Saint Florent de Saumur parvient à faire garder ses moutons par un ours, Aventin de Larboust ôte une épine de la patte d'un ours, et il existe de nombreuses histoires de saintes épargnées par un ours. Selon la légende, sainte Richarde bâtit l'église Saint-Pierre-et-Saint-Paul d'Andlau grâce à une ourse qui lui montra l'emplacement ; des fouilles archéologiques ont révélé les restes d'un ancien sanctuaire celtique probablement dédié à Artio dans les fondations de l'église.
L'ours dompté de saint Corbinien figure sur les armes du pape Benoît XVI.

#### Diabolisation de l'ours

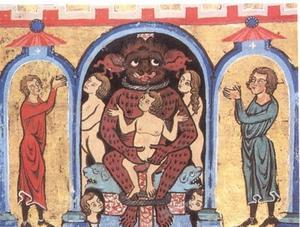
Représentation du diable sous forme d'ours dans un lectionnaire bavarois, vers 1260-1270.

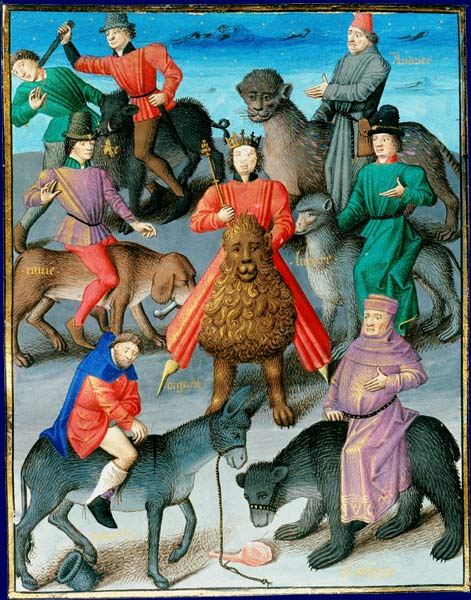
Allégorie des sept péchés capitaux par Vincent de Beauvais, Miroir historial, Paris, 1463. L'ours (en bas et à droite), symbole de gloutonnerie, est monté par un clerc. Miniature attribuée au Maître François, BNF, Fr.50, f.25

Selon Michel Pastoureau, de nombreux théologiens s'inspirèrent de saint Augustin et de Pline l'Ancien pour dresser un portrait diabolique de l'ours et le dévaloriser. Ainsi associé au diable, l'ours devint son animal favori ou l'une de ses formes. Dans l'iconographie chrétienne, le diable possède souvent les pieds, le mufle et le pelage d'un ours, et prend la forme de l'animal dans les rêves des saints, des rois et des moines. L'apparence velue de l'ours et sa couleur brune devinrent un signe de bestialité diabolique, l'animal se vit chargé de péchés capitaux tels que la tromperie, la luxure, la goinfrerie, la colère, l'envie et la paresse. D'autres études arrivent à la même conclusion, il s'agissait d'une façon de mettre un terme aux survivances du culte de l'ours en Europe, tout comme la généralisation des montreurs d'ours, l'interdiction des « jeux » et l'hagiographie contribuèrent à y mettre fin.
Les légendes se firent l'écho de cette représentation. La malebeste de Vendée était réputée dévorer les troupeaux, toutes les jeunes filles du bourg d'Angles finirent sous ses crocs et seul un homme d'Église parvint à la vaincre grâce à sa foi.

#### Christianisation des peuples germains et scandinaves
Ce sont principalement des clercs et des prélats qui, dès l'époque de Charlemagne, luttèrent impitoyablement contre les traditions du paganisme germanique et scandinave afin de convertir ces peuples au christianisme. Michel Pastoureau évoque l'effroi qu'ont dû inspirer les légendes sur la proximité entre l'ours et l'homme comme justification à cette lutte et Régis Boyer la peur des pratiques visant à s'approprier la force de l'animal,. Les traditions liées à l'ours ont perduré jusqu'aux environs de l'an mille, période à laquelle l'ensemble des peuples qui pratiquaient le paganisme nordique furent christianisés.
Preuve de cette proximité, une légende saxonne rapportée par Guillaume d'Auvergne parle d'un ours d'une force prodigieuse qui enleva la femme d'un chevalier et l'amena jusqu'à la caverne où il hivernait chaque année. Il la viola pendant plusieurs années et trois enfants naquirent, jusqu'au jour où la femme fut délivrée par des charbonniers, retrouva son mari et éleva ses enfants qui devinrent tous trois chevaliers, mais se distinguaient par une pilosité abondante et l'habitude d'incliner la tête sur la gauche, comme les ours. Ils furent nommés Ursini, les fils de l'ours. Il s'agit d'un thème symbolique que l'on retrouve très fréquemment dans d'autres cultures et à toutes les époques.

### Traditions

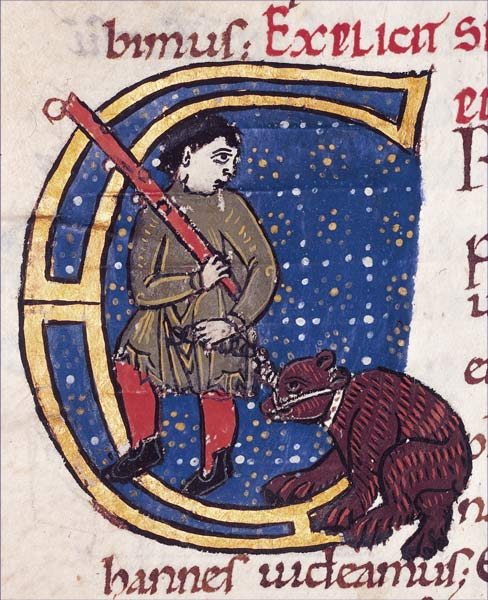
Un bateleur montreur d'ours dans l'œuvre de saint Augustin, Commentaire sur l'évangile de Jean, vers 1125.

L'ours resta un animal royal jusqu'au XIIe siècle environ, mais quelques traces de cet ancien statut subsistèrent plus longtemps, ainsi, une tradition féodale se maintint jusqu'à la fin du Moyen Âge et le début de l'époque contemporaine dans quelques vallées alpines : il s'agissait pour les villageois d'offrir plusieurs pattes d'ours en redevance à leur seigneur. Les rois faisaient parfois capturer des ours et les gardaient ou les envoyaient dans des ménageries princières, ainsi, Håkon IV de Norvège offrit deux ours blancs, l'un à la reine Isabelle d'Angleterre, l'autre au roi Henri III. Jean de Berry est également réputé pour avoir gardé plusieurs ours dans sa ménagerie ; il vouait un grand respect à cet animal, au point qu'il fut sculpté sur son monument funéraire.
Vaincre un ours fut longtemps considéré comme un exploit héroïque, et Baudouin Ier de Flandre, dit « bras-de-fer », est réputé avoir tué une bête qui ravageait Bruges, tandis que Godefroy de Bouillon, héros des croisades, passe pour avoir sauvé un pèlerin attaqué par un ours en affrontant l'animal au corps à corps, bien que selon Michel Pastoureau ce combat n'ait jamais eu lieu, la légende associée ne servait donc qu'à renforcer son prestige.
Depuis le XIIe siècle et durant des siècles, en Europe, les montreurs d'ours furent très présents, parcourant les villes et les villages avec des ours dressés à réaliser des tours comme jongler ou faire du vélo. Il semble que ces spectacles aient bénéficié d'une certaine tolérance de la part des autorités chrétiennes, qui par ailleurs s'opposaient à toute mise en scène d'animaux, afin de lutter contre les derniers cultes liés à l'ours et de présenter cet animal sous l'aspect d'une bête domptée et ridicule,. De même, après les grands massacres d'ours à l'époque de Charlemagne, la chasse à l'ours fut peu à peu dévalorisée de son statut de chasse royale au profit de la chasse au cerf, plus facile à contrôler et plus « civilisée ».
À la fin du Moyen Âge, il n'était plus rare de voir des montreurs d'ours et des ours « bêtés », c'est-à-dire enchaînés et muselés, puis forcés à combattre plusieurs chiens.

### Bestiaires et encyclopédies médiévales

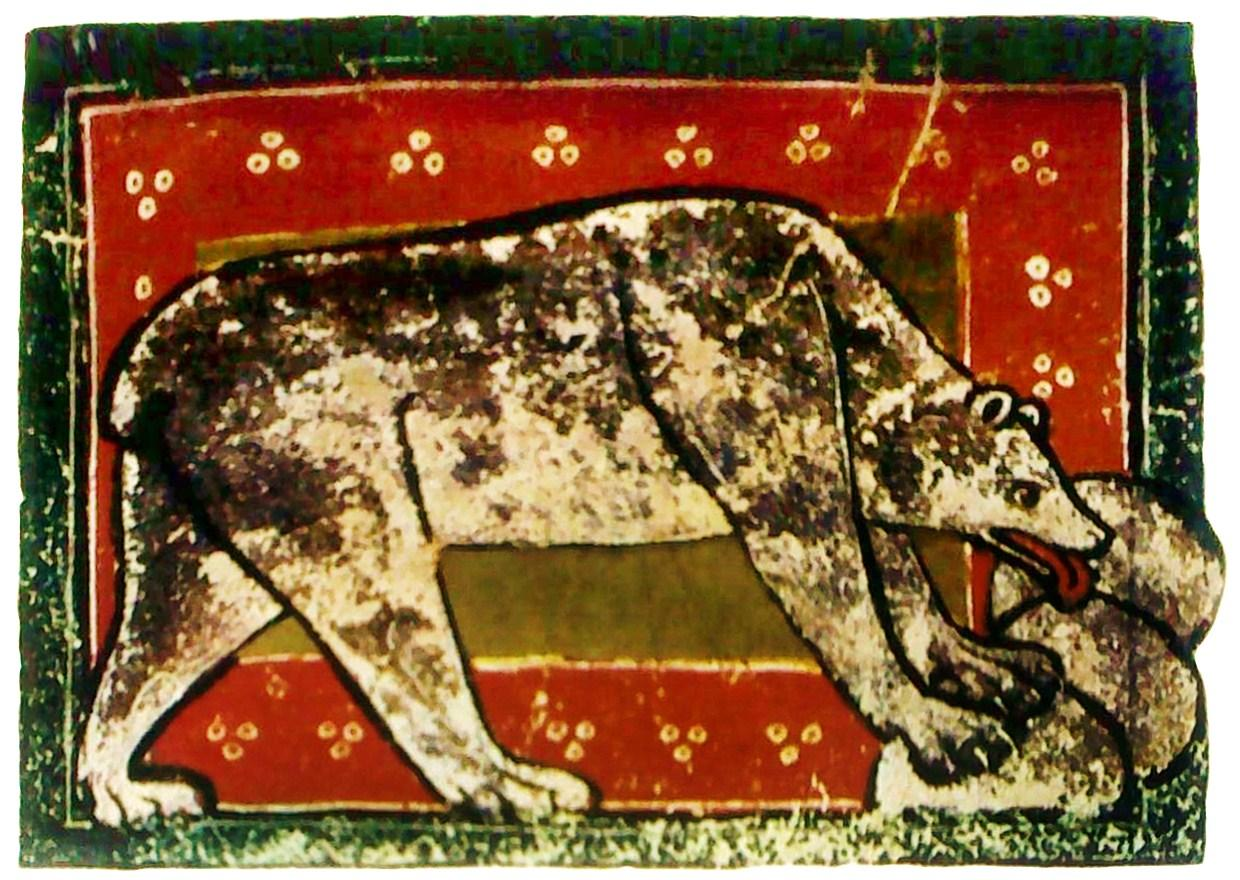
Une ourse léchant son ourson pour le mettre en forme dans un bestiaire anglais, vers 1200.

La plupart des ouvrages savants du Moyen Âge traitant des animaux sont inspirés de sources antiques. Les bestiaires reflétaient la conviction que Dieu a créé les animaux et les plantes. L'ours y est très présent, associé à plusieurs légendes sur sa reproduction et ses mœurs sexuelles, en relation avec la symbolique christique. Ainsi, en plus de la légende de l'accouplement ventre à ventre et des plaisirs que l'ours est censé ressentir comme les humains, relatée par Pline l'Ancien, figure très souvent la croyance (colportée par les encyclopédistes) selon laquelle l'ourse donne naissance à des oursons à peine ébauchés, afin de pouvoir copuler le plus souvent possible, car le mâle refuse de la saillir tant qu'elle est pleine,. Les auteurs des bestiaires ajoutent que l'ourse lèche ensuite longuement ses petits pour les ranimer et leur donner forme, et mettent cet acte en relation avec le repentir, la résurrection divine et le baptême,. Hildegarde de Bingen évoque l'ours de manière ambivalente, insistant sur la symbolique christique de la femelle qui ressuscite ses petits en les léchant, mais aussi sur l'attrait du mâle pour les jeunes femmes, et sa violence lorsqu'il a été « mal léché » par sa mère,.
L'ours avait aussi la réputation de survivre à l'hivernation en se léchant les pattes. Cette croyance répandue semble être influencée par la consommation de pattes d'ours, attestée un peu partout autour du monde.

### Littérature médiévale

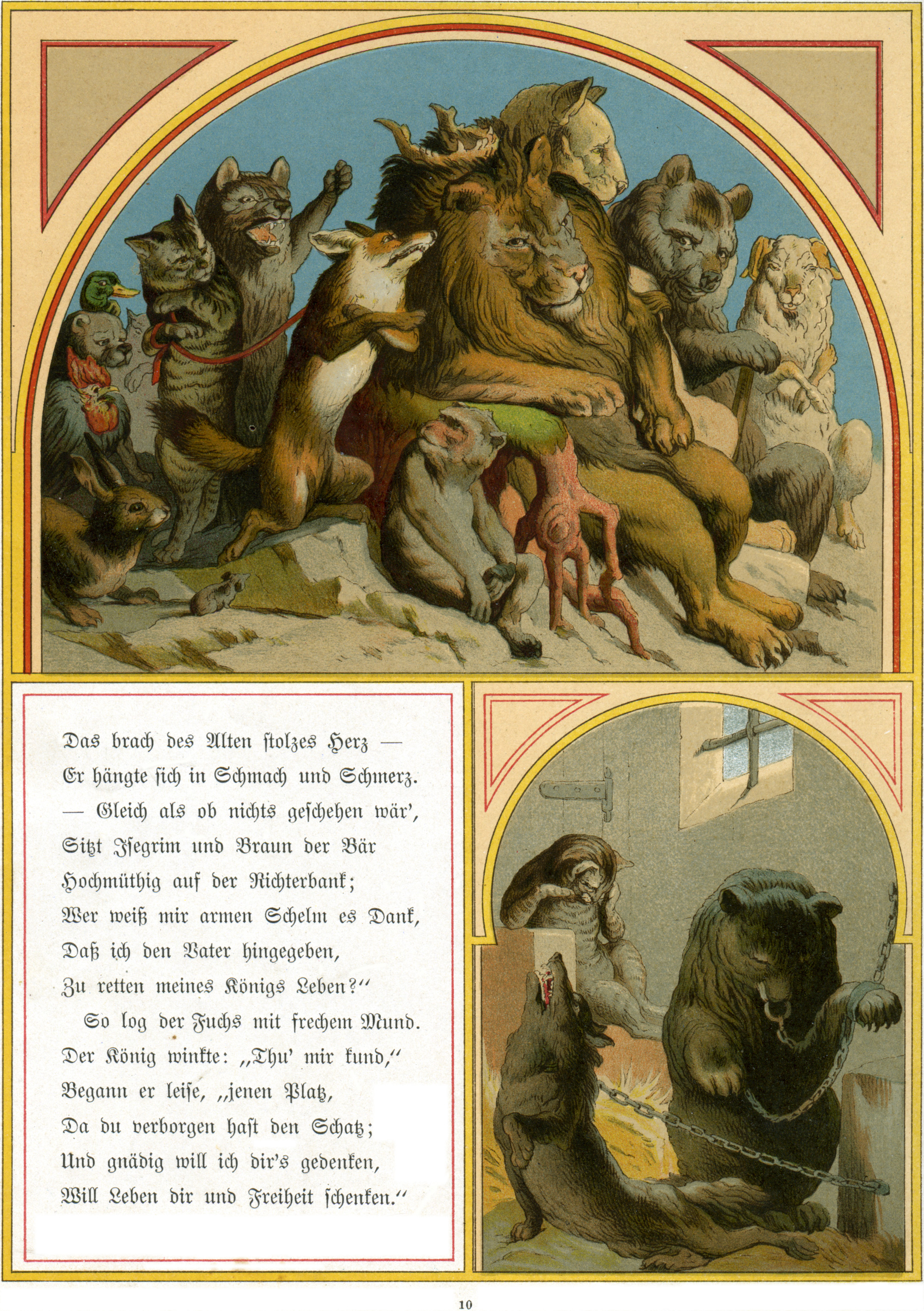
En haut, le lion Noble et sa cour. En bas, l'ours Brun enchaîné avec le loup Ysengrin. Adaptation allemande du Roman de Renart, vers 1900. Illustration par Fedor Flinzer (1832-1911).

Le Roman de Renart, rédigé aux alentours de 1200, met en scène des animaux anthropomorphes représentatifs de la perception que l'on avait d'eux à l'époque, ainsi, le lion, nommé « Noble », y est un roi débonnaire, tandis que l'ours, nommé « Brun », y est un goinfre naïf, sot, maladroit et peureux, constamment humilié par Renart. Il est même le seul animal dont la mort est mise en scène par une branche du roman. Trompé par Renart, Brun est abattu lâchement par un paysan qui en fait des réserves de viande pour l'hiver. Il semble que ce passage fasse écho à la déchéance de l'ours du trône de roi des animaux en Europe, l'Église, inquiète du culte païen qu'on lui porte (l'ours est associé à de nombreuses divinités, Artémis, Artio, il est l'ancêtre et le totem des peuples chasseurs et germaniques), en faisant un animal diabolique, féroce et sanguinaire.

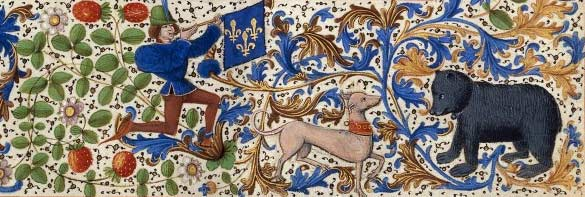
Chasse à l'ours dans les chroniques de Jean Froissart, fin du XVe siècle.

L'histoire de Pierre de Béarn rapportée par les chroniques de Jean Froissart conte sa lutte sans pitié contre un ours gigantesque. Après avoir vaincu cette bête, l'homme fut frappé de somnambulisme. Dans les mêmes chroniques, le comte de Biscaye chassait un ours lorsque ce dernier se retourna afin de lui prédire une mort indigne pour avoir traqué un animal innocent. Jean Froissart suppose que les ours pyrénéens sont d'anciens chevaliers qui furent changés en ours par les dieux païens en punition d'une faute, et Michel Pastoureau voit dans ces histoires une survivance d'un rite de passage dans les Pyrénées, consistant à tuer un ours.
La chanson de geste Valentin et Orson, probablement composée au milieu du XIVe siècle, raconte qu'une ourse énorme enleva l'un des fils de l'impératrice Belissant et l'éleva comme son fils. Le bébé acquit bientôt une force prodigieuse et un corps couvert de poils. Il s'agit, là encore, d'un thème très fréquent.

### Héraldique et devises

Ours héraldique passant.

L'usage des armoiries se généralise au milieu du XIIe siècle, et l'ours figure dans cinq blasons sur mille au Moyen Âge, ce qui est très peu et s'explique probablement par le fait que cet animal avait déjà acquis une symbolique négative à l'époque. Ainsi vers 1240, dans un poème de Huon de Méry, le blason à l'ours se voit associé à la félonie. La plupart des blasons à l'ours appartiennent à des familles portant un nom qui évoque lui-même l'ours, à l'instar de certaines familles allemandes et danoises qui portaient un nom de roi ou de chef. Les devises se développèrent à partir du XIVe siècle, et Jean de Berry adopta celle d'un ours, qu'il faisait figurer partout.

## Cultes et traditions jusqu'à l'époque moderne en Europe

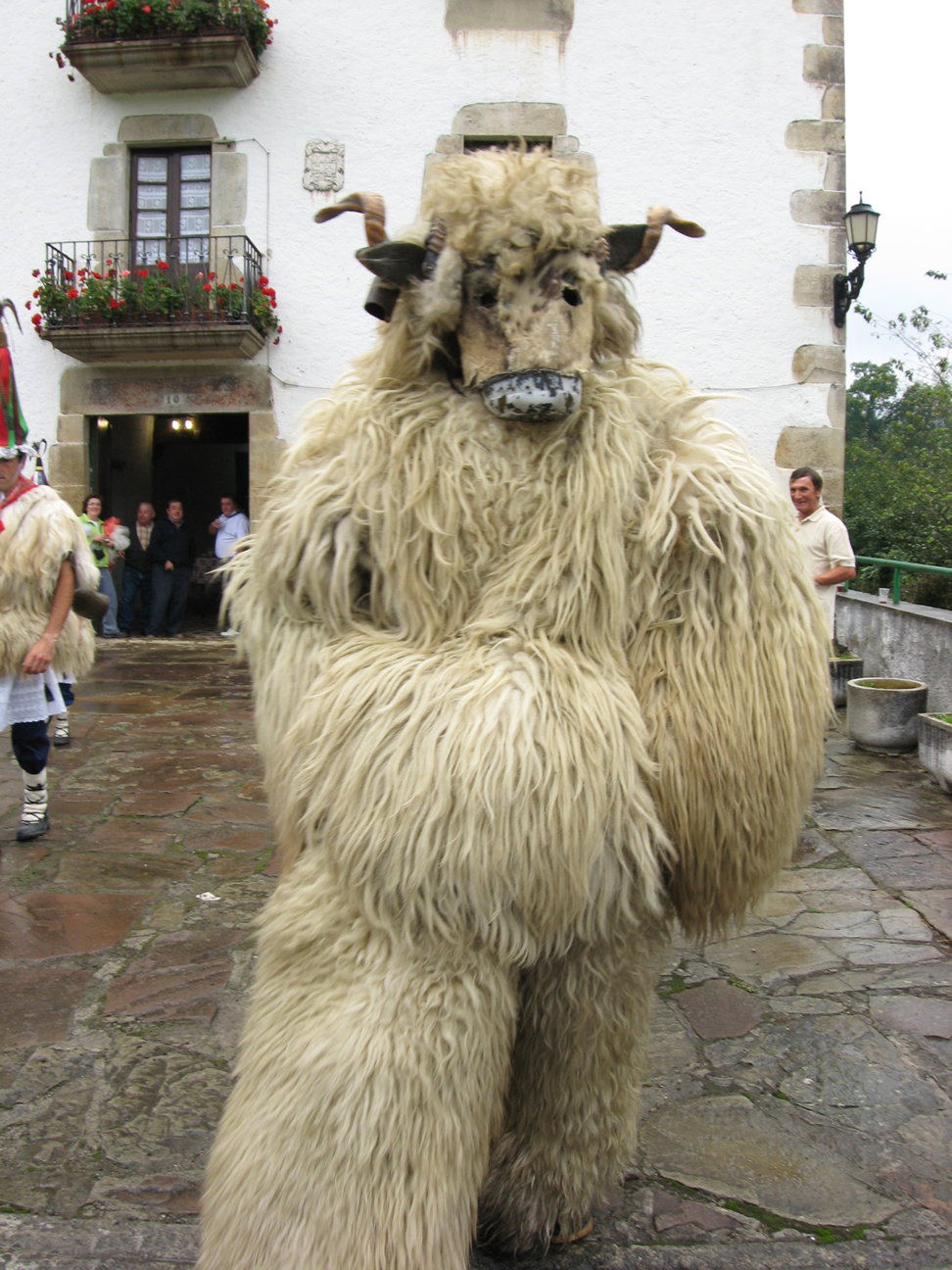
Déguisement de l'ours des Joaldunak (Hartza), dans les Pyrénées.

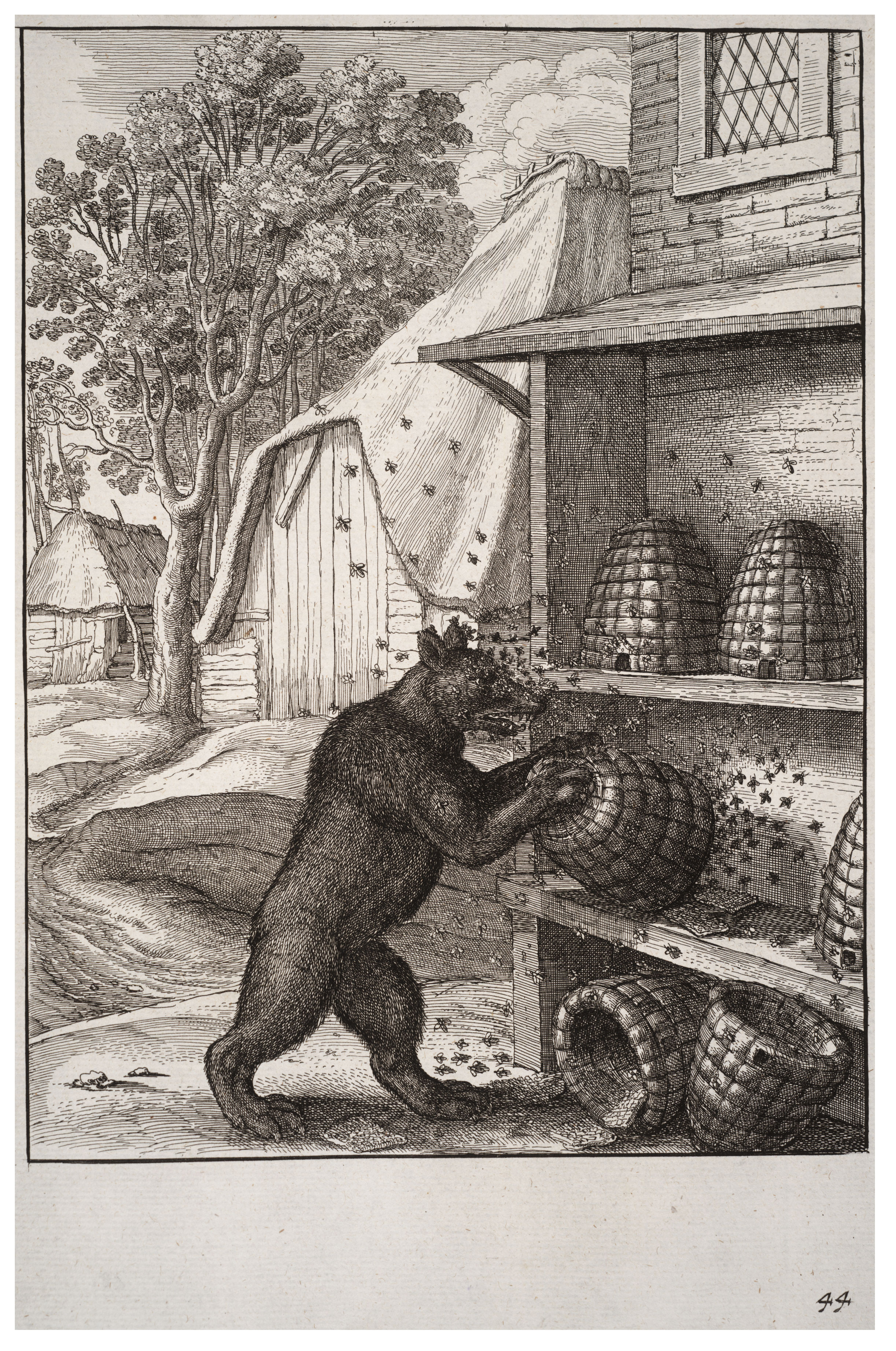
L'Ours et le miel, gravure de Wenceslas Hollar d'une fable d'Ésope (reprise aussi par Jean de La Fontaine).

À l'arrivée de la Renaissance, l'ours est de moins en moins mentionné dans les rituels et les traditions d'Europe de l'Ouest et se voit exceptionnellement associé à la sorcellerie et au sabbat, un procès de sorcellerie en Lausanne en 1464, où l'accusée avoua avoir « embrassé le cul » d'un ours dans lequel le Diable s'était incarné, faisant figure d'exception. Aux XVe et XVIe siècles, un jeu de mots entre dame et ours, donnant « d'amours », devint populaire mais cet animal conserva une mauvaise réputation, symbole de vices et de péchés, de goinfrerie, et même de ruse. Dans les six fables de La Fontaine où l'ours apparaît, c'est toujours sous les traits d'une bête stupide, maladroite et bornée.
En avril 1602, une paysanne savoyarde, Antoinette Culet, passe pour avoir été enlevée par un ours gigantesque qui lui vouait une « passion monstrueuse », l'enferma dans une caverne et la viola durant trois ans. La jeune femme mit au monde un enfant mi-ours mi-homme que l'ours étrangla peu après sa naissance. Elle fut libérée au début de 1605 et reconduite chez son père, mais l'ours descendit de sa montagne et exigea qu'elle lui soit rendue durant trois nuits de suite, avant d'être abattu. L'histoire fut consignée comme un récit véridique, et se révèle très semblable à celles du vaste thème de l'ours amateur de jeunes filles.
On retrouve également le thème de l'ancêtre totémique puisque selon la légende, toutes les communautés tziganes ont pour ancêtre fondateur un ours.
Parallèlement, sous la pression démographique et cynégétique, l'ours se fit physiquement de plus en plus rare. Les fondateurs européens de la zoologie mirent fin aux légendes concernant sa reproduction et ses mœurs au fil de leurs travaux, mais ne s'intéressèrent pas vraiment à cet animal avant la fin du XXe siècle, alors qu'il avait disparu de la plupart des régions où il était historiquement présent. Les ethnologues ont de leur côté abondamment étudié les rituels et traditions liés à l'ours, dans les régions où ceux-ci ont survécu.
On notera une très bonne étude du folkloriste Roger Maudhuy, Mythes et légendes de l'ours, aux éditions Pimientos, dans laquelle l'auteur rapporte croyances, traces de culte et légendes autour de l'ours, principalement en France.

### Laponie et Finlande
Bien que l'emblème national finlandais soit le lion, l'ours est indissociable de la Finlande et de la Laponie, et ce dès la préhistoire comme chez la plupart des peuples finno-ougriens qui en ont fait un ancêtre totémique. Vers 1670, les chasseurs d'ours lapons se revêtaient d'une peau de cet animal avant de partir chasser. Ces rituels sont mentionnés par des explorateurs et des ethnologues, principalement au XXe siècle. Ils s'accompagnaient de chants, de danses, de déguisements et de prières pour Leib-Olmai car les Lapons ont pour coutume de demander à l'ours de se faire tuer avant toute chasse. L'animal était considéré comme extrêmement intelligent, capable de comprendre jusqu'au langage humain et aux intentions des chasseurs, ce qui obligeait ces derniers à avoir recours à toutes sortes de ruses pour le tromper. Ainsi, les chasseurs ne devaient jamais prononcer le nom de l'ours et effectuer leurs préparatifs en toute discrétion, omettant soigneusement d'en parler aux femmes réputées trop bavardes, et qui par là s'attireraient le courroux de l'ours. Le retour de la chasse, en procession, s'accompagnait de chants et d'imitations. L'ours était ensuite dépecé et son cœur, réputé le meilleur morceau, réservé à celui qui avait vu la bête le premier lors de la chasse. Les ossements de l'ours étaient soigneusement enterrés après le dépeçage, trois jours de deuil suivant les funérailles de l'animal.
L'ours (karhu) fut vénéré avant l'ère chrétienne en Finlande puisqu'on retrouve trace d'un culte de l'ours dans l'épopée Kalevala, mais ensuite largement diabolisé. Les danses et rituels ont disparu en ce début de XXIe siècle, mais l'ours reste un emblème culturel du pays, à travers, par exemple, la bière de l'ours (karhu olut) et de nombreux toponymes.

### Europe de l'Est et Europe germanique
Les rituels attestés dans ces deux régions sont très proches les uns des autres, et mettent en scène un ours, un homme déguisé en ours ou un ours en paille symboliquement embrasé durant l'hiver, la période du carnaval, le dimanche des Rameaux ou la fin des moissons, afin de favoriser le retour du printemps et la croissance des céréales. Ainsi à Comănești, en Roumanie, des hommes s'habillent de peaux d'ours pour célébrer la fin de l'année

### Contes populaires

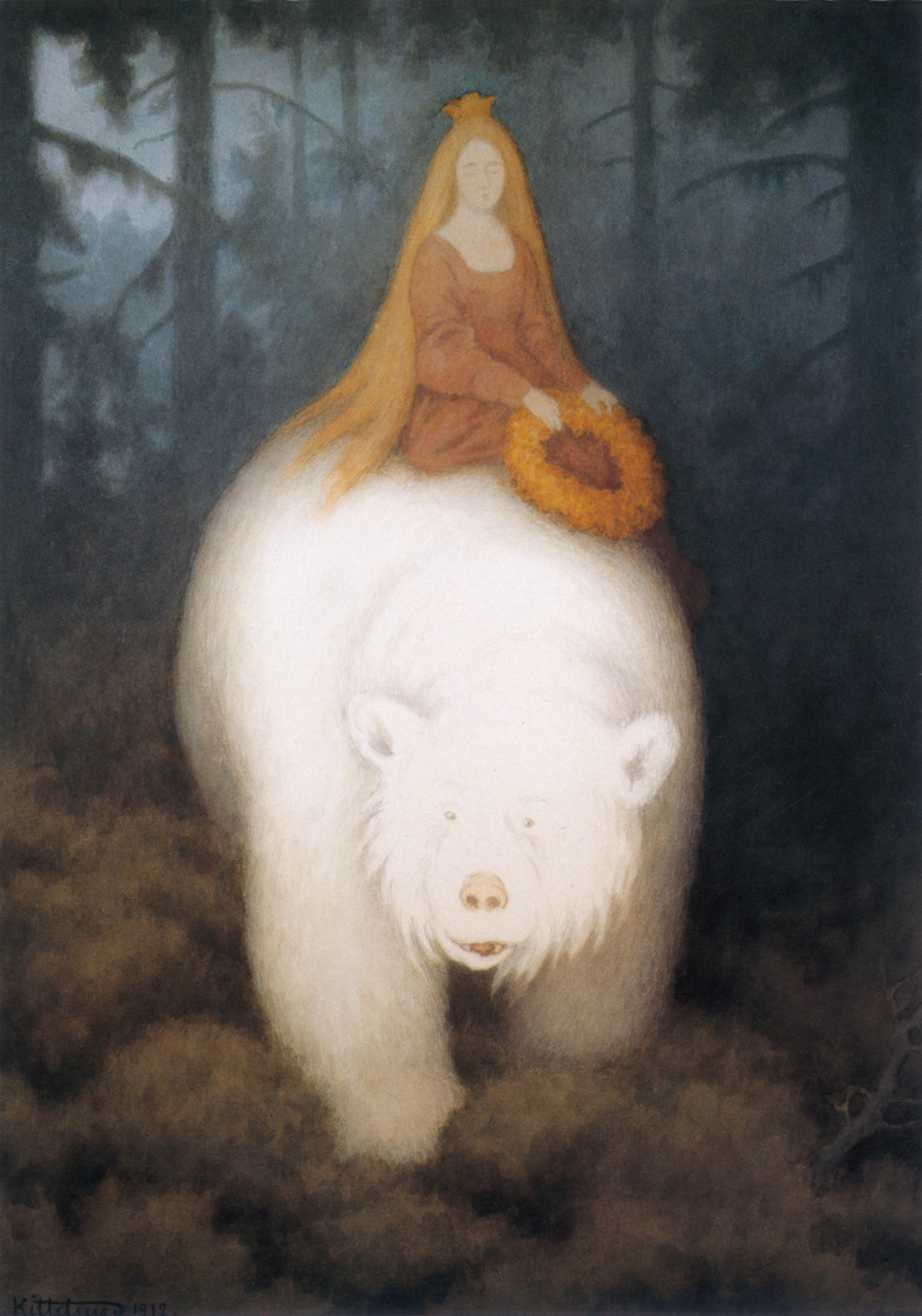
L'ours-roi Valemon par Theodor Kittelsen.

La réputation de l'ours amateur de jeunes femmes se retrouve de tout temps dans de multiples contes populaires, étonnants par leurs points communs, notamment la métamorphose et l'anthropomorphisme de l'ours : celui-ci devient capable de parler, et parfois, d'adopter un mode de vie humain.
Jean de l'Ours

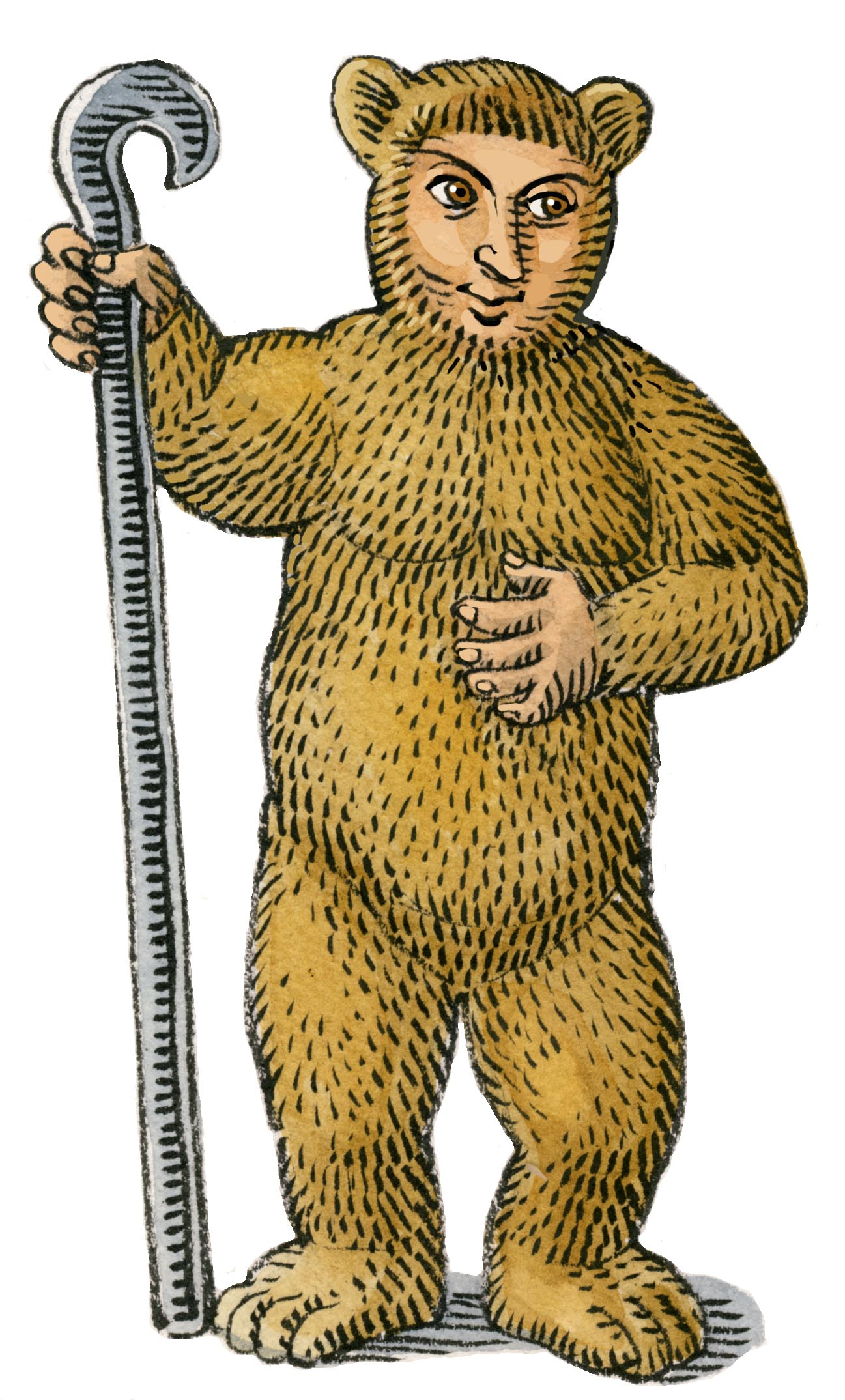
Jean de l'Ours, armé d'une canne en fer que lui seul peut manier (dessin de Jean-Claude Pertuzé)

Le plus célèbre conte lié à l'ours est celui de Jean de l'Ours, dont il existe de nombreuses versions sur trois continents. Être hybride né d'une femme et d'un ours, mi-humain et mi-animal, Jean de l'Ours est doté d'une force surhumaine qui lui permet de surmonter diverses épreuves, et, mal accepté, finit par retourner mourir dans la caverne qui l'a vu naître. La « folklorisation » progressive de ses différentes versions a tendu à atténuer la nature fondamentalement duale et ambiguë du personnage, écartelé entre sa nature animale, sauvage, païenne voire satanique, et son humanité aspirant au spirituel et à la religion, pour en faire un gentil « nounours » et un héros positif. Dans des versions anciennes, Jean de l'Ours terrifie les gens par sa laideur et fait le mal sans le vouloir avec sa force démesurée,.
Contes de Grimm
Boucle d'or et les Trois Ours est un conte de Grimm évoquant la rencontre entre trois ours anthropomorphes et une petite fille, Boucle d'or. Un jour, en attendant que leur pudding refroidisse, les ours partent se promener. Boucle d'or découvre la maison vide, y entre par curiosité et la visite, non sans y faire quelque bêtise, selon les versions. Elle goûte le pudding des ours avant de s'assoupir dans le lit de l'ourson. De retour chez eux, les trois ours la réveillent et, là encore selon les versions, la tuent ou l'effraient avant de la mettre en fuite, ou encore l'aident à rentrer chez elle. Un autre conte de Grimm, Blanche-Neige et Rose-Rouge, met en scène deux filles qui rencontrent un ours effrayant capable de parler et l'invitent ponctuellement dans leur logis. Il s'agit d'un prince maudit par un nain qui l'a condamné à errer dans les bois sous forme d'ours jusqu'à être libéré de son sort.
Autres
Plusieurs contes norvégiens mentionnent un ours dans un rôle important. Dans l’Ours-roi Valemon (variante de À l'est du soleil et à l'ouest de la lune), Valemon, jeune roi du pays de l'été, est changé en ours blanc par la princesse du pays de nulle part, qu'il a refusé d'épouser. Dans L'Ours brun de Norvège, un prince est changé en ours par une sorcière.
Quelques versions de La Belle et la Bête donnent à cette dernière l'apparence d'un ours. Cette particularité a pu inspirer la comtesse de Ségur, qui met en scène un jeune homme couvert de poils et nommé « Ourson » dans l'un de ses contes de fées.

### Carnavals des Pyrénées

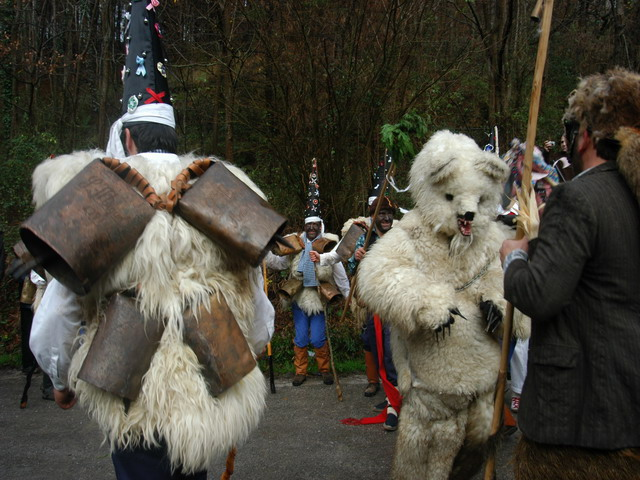
Carnaval de La Vijanera, en Cantabrie, où l'Ours (el Oso), incarnation du mal, est tué chaque année.

Le culte de l'ours se retrouve encore sous des formes « folklorisées » mais très ancrées dans la tradition locale des Pyrénées. Ce sont généralement des manifestations liées au Carnaval et au renouveau du printemps, symbolisées par la sortie de l'hivernation de l'animal qui a lieu à la Chandeleur. Des chasses à l'ours très ritualisées ont lieu : un homme est revêtu de fourrures, le visage noirci ou masqué, il court les rues en donnant la chasse aux femmes, avec des simulacres sexuels très explicites, puis il est pris en chasse par des chasseurs et divers personnages aux masques et tenues également ritualisés, avant d'être mis à mort ou castré. La mort de l'ours n'est que provisoire, car chacun sait qu'il reviendra l'année suivante. Ces festivités ont lieu plus souvent en Soule, en Béarn, en Bigorre, en Andorre et dans les Pyrénées-Orientales,,. Dans trois villes du Vallespir, une fête inscrite à l'Inventaire du patrimoine culturel immatériel en France lui est spécialement dédiée.

## Cultes et traditions en Asie

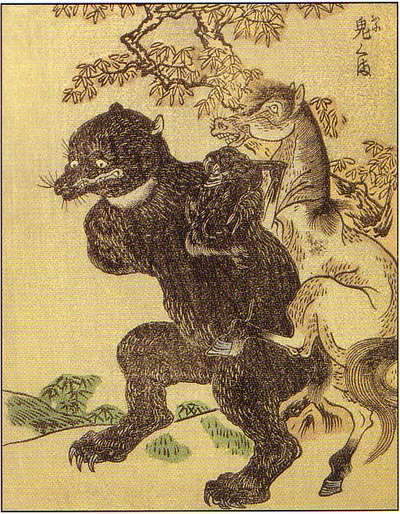
Onikuma dans Ehon hyaku monogatari, un recueil de dessins japonais.

Les ours présents en Asie ont eux aussi donné naissance à diverses légendes ainsi qu'à des rites folkloriques. Il ne s'agit pas forcément des mêmes espèces qu'en Europe, puisqu'on trouve aux côtés de l'ours brun et de ses sous-espèces (ours bleu du Tibet, ours brun de Syrie et ours Isabelle) d'autres espèces telles que l'ours à collier, l'ours lippu et l'ours malais.

### Aïnous

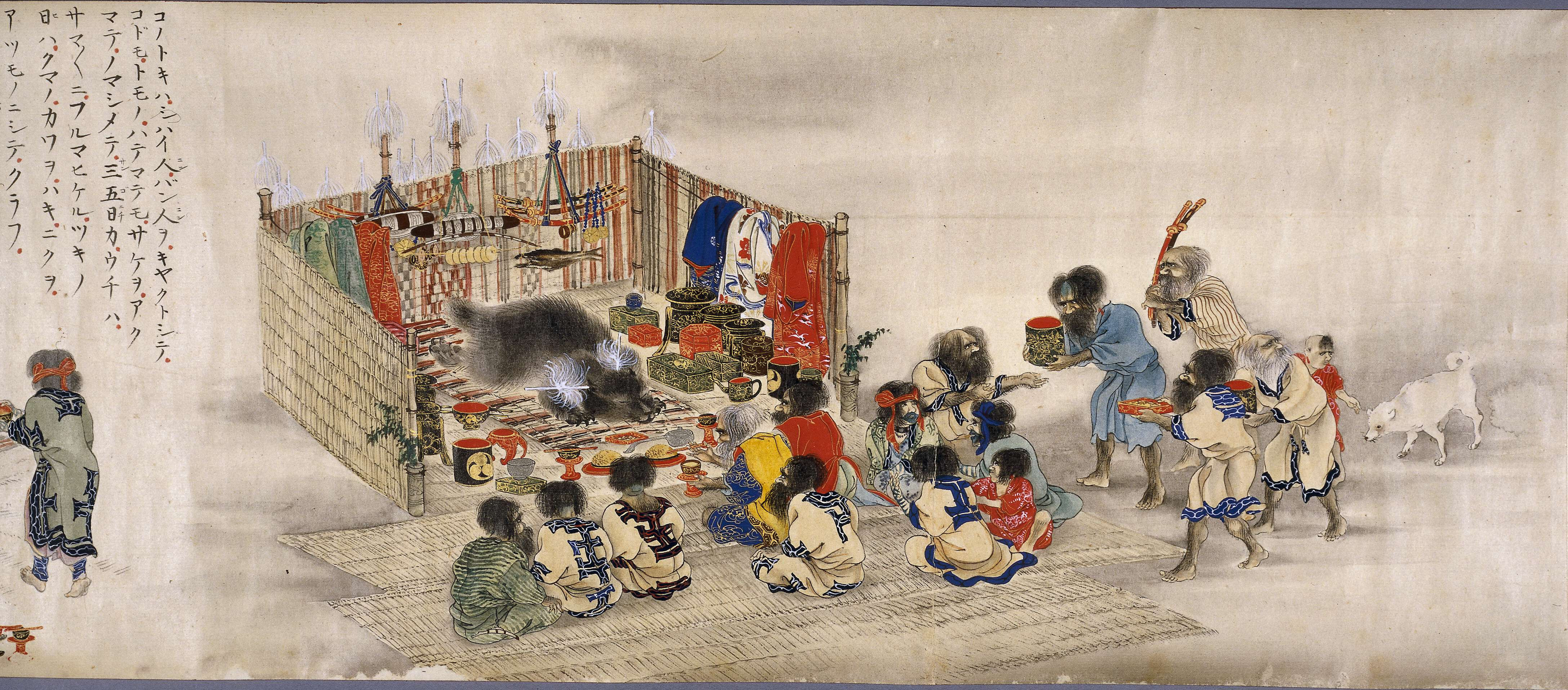
Dessin japonais vers 1870 montrant le sacrifice d'un ours par les Aïnous.

Les Aïnous établis au Nord du Japon et sur Sakhaline ont toujours gardé à l'ours une place prépondérante dans leur culture, l'animal étant non seulement ancêtre totémique mais aussi dieu suprême. Au centre des initiations, objet de tabous, l'ours est une divinité des plus révérées, tout particulièrement en décembre lors de la Kamui omante, ou « fête de l'ours ». L'animal y est réputé descendre sur terre et donner ses cadeaux aux humains qui l'accueillent, avant de retourner dans son univers divin.
L'ours est aussi au centre de chasses rituelles. Lorsqu'une femme aïnoue perd un enfant, il arrive qu'un ourson soit capturé bébé et nourri au sein. Il est ainsi élevé durant trois ou quatre ans où il devient un membre à part entière du clan, puis sacrifié, avant que sa chair ne soit consommée lors d'un banquet. Traditionnellement, les tribus aïnous s'approprient ainsi la force et toutes les qualités de l'animal, particulièrement en mangeant sa patte antérieure gauche, mais aussi sa langue, son museau, ses oreilles, son cœur ou son foie. Le crâne de l'ours est généralement conservé comme talisman. Les vertus médicinales attribuées à l'animal sont très nombreuses, et incluent le frottement du ventre des parturientes avec un morceau de matrice d'ours.

### Chine

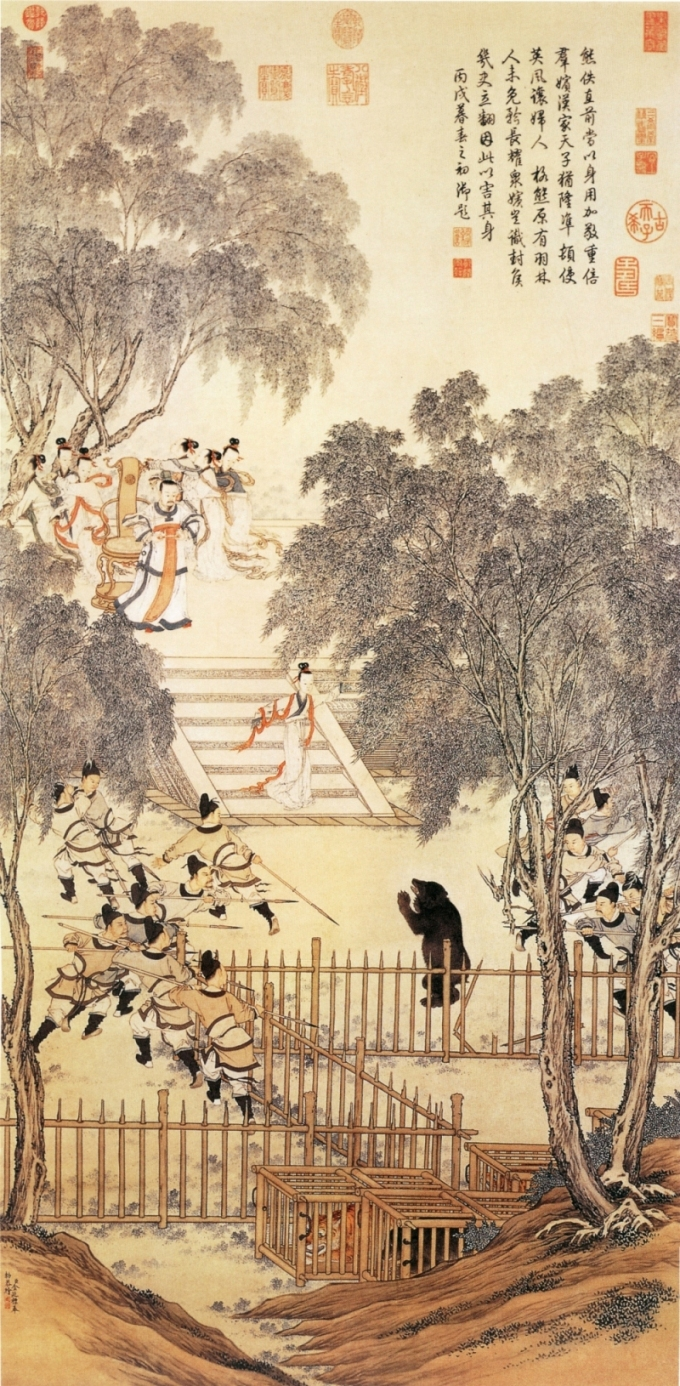
Jieyu combattant un ours, illustration réalisée au XVIIIe siècle sous la dynastie Qing, et conservée à Pékin.

Bien que les Chinois ne semblent jamais avoir considéré l'ours comme une divinité ni pratiqué la chasse rituelle, leurs pratiques culinaires et médicales tout comme les légendes de l'ours attestent d'un respect tout particulier ; dès lors, il n'est pas interdit de penser que l'ours a pu être célébré à l'instar de ce qui s'observe en Sibérie, en Laponie et chez les Amérindiens. Dès l'Antiquité, l'ours a pu être associé au chamanisme puisqu'une inscription de l'époque Shang et une autre du début de la dynastie Zhou ont été vues comme représentant un chaman qui danse, revêtu d'un masque et d'une peau d'ours. Les chamans de la dynastie Shang se revêtaient probablement de la peau de cet animal, et des danses de l'ours sont attestées, mettant en scène un exorciste masqué (d'une figure d'ours à quatre yeux d'or, censée ainsi voir tout et partout) vêtu de rouge et de noir, qui « expulsait les pestilences de l'année morte ». L'ours fut également un symbole de protection des clans parmi les plus utilisés, avec le tigre.
Les Chinois ont plusieurs fois remarqué les qualités de l'ours, sa force, mais aussi et surtout son agilité et sa rapidité étonnantes pour une bête d'une telle masse. Imiter la respiration de l'ours pour obtenir la maîtrise du souffle est devenu un exercice taoïste, probablement lié à l'hivernation qui était vue comme une résurrection. Les mouvements de l'ours servent d'inspiration à un art martial. Les peaux d'ours avaient une fonction de tribut au Shaanxi. Les Chinois organisaient aussi des combats avec ces animaux.

#### Gastronomie
La viande de l'ours – en particulier de ses pattes – a très longtemps été considérée comme un mets raffiné, ainsi, les récits mythiques chinois attestent de ce statut dès le VIIe siècle av. J.-C., où le duc Ling de Jin tua son cuisinier à coups de cuiller pour n'avoir pas su faire cuire des paumes d'ours correctement. Ce mets semble mentionné et apprécié durant toute l'Antiquité chinoise, où il faisait partie des « huit plats succulents », jusqu'au XIXe siècle à l'époque Qing, où les seigneurs réclamaient encore vingt paires de pattes d'ours aux paysans. Le commerce de ces pattes demeura florissant au moins jusqu'au début du XXe siècle.

#### Mythes et légendes
À l'instar des Sibériens et des Amérindiens, les Chinois évoquent des ours anthropomorphes : le Lunheng de Wang Chong mentionne deux ours transformés en hommes et au IVe siècle, le Baopuzi dit que l'ours vit cinq cents ans, après quoi il se métamorphose en homme.
L'ours chinois semble avoir eu pour fonction d'annoncer la naissance des garçons, et rêver d'un ours était considéré comme de bon augure, l'animal acquérant un statut de génie ou d'être spirituel envoyé du ciel par les puissances célestes,. Il annonçait alors une naissance prochaine. Yu le Grand prenait parfois la forme d'un ours pour organiser le monde, mais l'animal est tout particulièrement associé à son père Gun, qui se transforma en ours jaune (couleur de la terre dans la symbolique chinoise) afin de pénétrer le « gouffre des plumes » et d'en devenir le génie.

#### Médecine chinoise
L'ours est réputé pour ses vertus médicinales durant toute l'histoire chinoise, et le Bencao gangmu livre une liste impressionnante de remèdes à base de ses sécrétions et de diverses parties de son corps, ainsi, la graisse fait pousser les cheveux et guérit de la teigne, la chair protège des rhumatismes et les pattes antérieures revigorent. La bile de l'ours est réputée depuis des millénaires et servait à soigner la dysenterie ; toujours utilisée traditionnellement de nos jours, elle est prélevée dans des fermes qui élèvent des ours à collier dans des conditions misérables.

### Sibérie
Les rites liés à l'ours sont fréquents au nord-est du fleuve Amour, et particulièrement vivaces chez de nombreux peuples tels que les Nivkhes, Evenks, Tchouktches, Koriaks et Khantis, étudiés par les ethnologues au début du XXe siècle. Les Iakoutes et les Samoyèdes se livrent à des pratiques impliquant des danses où ils imitent les mouvements de l'ours, et à des chasses ritualisées. Chez les Iakoutes, l'ours est de plus réputé tout entendre, tout savoir et ne jamais rien oublier. Les Téléoutes croient que l'esprit de la porte est revêtu d'une peau d'ours et les Evenks, qui pensent que l'ours a une âme, jurent en mordant la fourrure de cette bête et en disant « Que l'ours me dévore si je suis coupable. » Ils voient ces animaux comme détenteurs de la sagesse terrestre et des connaissances de la médecine. Les chamans Youkaguirs imitent les grognements de l'ours pour soigner et les Kets lancent une patte d'ours en l'air pour la divination. Bon nombre de ces ethnies pensent qu'un homme tué par un ours se transforme lui-même en ours, et écartent les femmes de leurs rites, par exemple en leur interdisant la consommation de chair d'ours.
La chasse à l'ours s'entoure d'un profond respect pour l'animal dont la mise à mort est censée être consentie ; de même, ces communautés accordent une importance extrême au dépeçage, dont ils tirent des produits réputés pour leurs vertus, mais surtout pour permettre à l'esprit de l'ours de quitter sa demeure de chair et de ressusciter. Ainsi, l'initié vogoule qui dépouille l'ours abattu reconnait en lui un frère cadet, et le couteau utilisé pour décapiter la bête ne peut ensuite plus être utilisé. Les chasses rituelles s'accompagnent de pratiques chamaniques animistes où, comme chez les Autochtones d'Amérique, l'ours est considéré comme un ancêtre du clan et invité dans les villages au terme de son hivernation, paré et honoré, glorifié et vénéré, il est fêté et ressuscite chaque année. Ces traditions semblent avoir perduré jusqu'à nos jours dans quelques régions de Russie, et comprennent des ports de peau d'ours, des danses et des possessions visant à atteindre le domaine des esprits. Des cimetières d'ours ont été retrouvés.
Jusqu'à l'époque moderne, les pattes de l'ours sont associées à diverses vertus, aussi bien chez les Toungouses que chez les Tatars où, clouées près de l'entrée de la maison ou de la tente, elles éloignent les mauvais esprits. Les Nivkhes en consomment et font rôtir les morceaux d'ours destinés aux hommes au feu de bois, tandis que ceux réservés aux femmes sont bouillis dans un chaudron. Les griffes sont réputées soigner la diarrhée du bétail et protéger des maux de tête. Chez les Kazakhs, on suspendait une griffe d'ours au berceau des garçons nouveau-nés.
Il existe un très grand nombre de mythes sibériens qui mentionnent le mariage d'un chasseur et d'une ourse, ou d'un ours et d'une femme, avec pour constante l'union d'un humain et d'un être surnaturel. Ainsi, un mythe yakoute raconte qu'un ours recueillit une femme dans la forêt et lui donna à manger, et selon ce même peuple, la lune est périodiquement dévorée par l'ours pour la punir du rapt d'une jeune fille, ce qui explique ses phases.

### Culture russe et soviétique
L'image de l'ours est très utilisée pour représenter symboliquement la Russie et par extension l'Union soviétique, au moins depuis le XIXe siècle et pourtant, ni l'Union soviétique, ni les différents États russes anciens n'ont jamais adopté cet animal comme symbole avant les années 1950. Pendant la guerre froide, les Soviétiques étaient souvent dessinés sous la forme d'un ours portant une casquette avec une étoile. Souvent, l'ours est dénommé plaisamment Mikhaïlo Potapytch (Михайло Потапыч), et la mascotte des Jeux olympiques d'été de 1980 à Moscou était l'ours Micha, un diminutif.

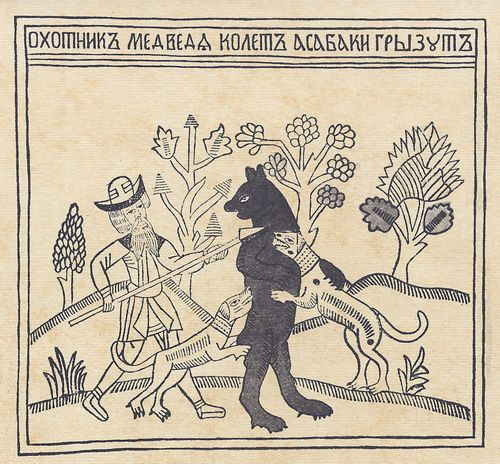
Loubok (vers 1800) évoquant la chasse à l'ours.
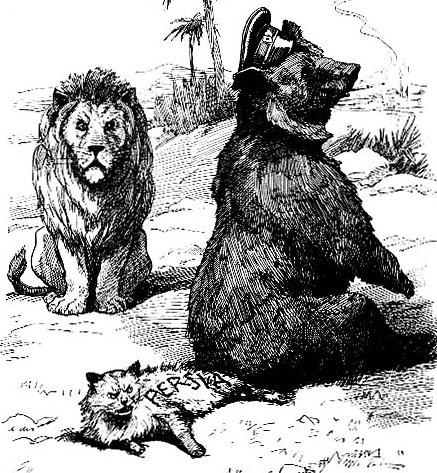
Un chat persan, représentant l'Iran, se fait écraser par l'ours russe sous le regard du lion britannique. Dessin de 1911 illustrant un épisode du Grand Jeu.
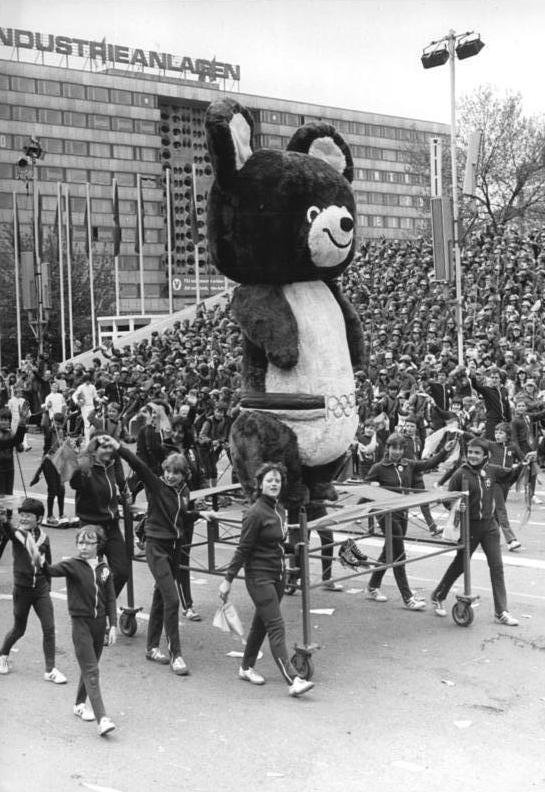
Le symbole des Jeux olympiques d'été de 1980 à Moscou, l'ours Misha.
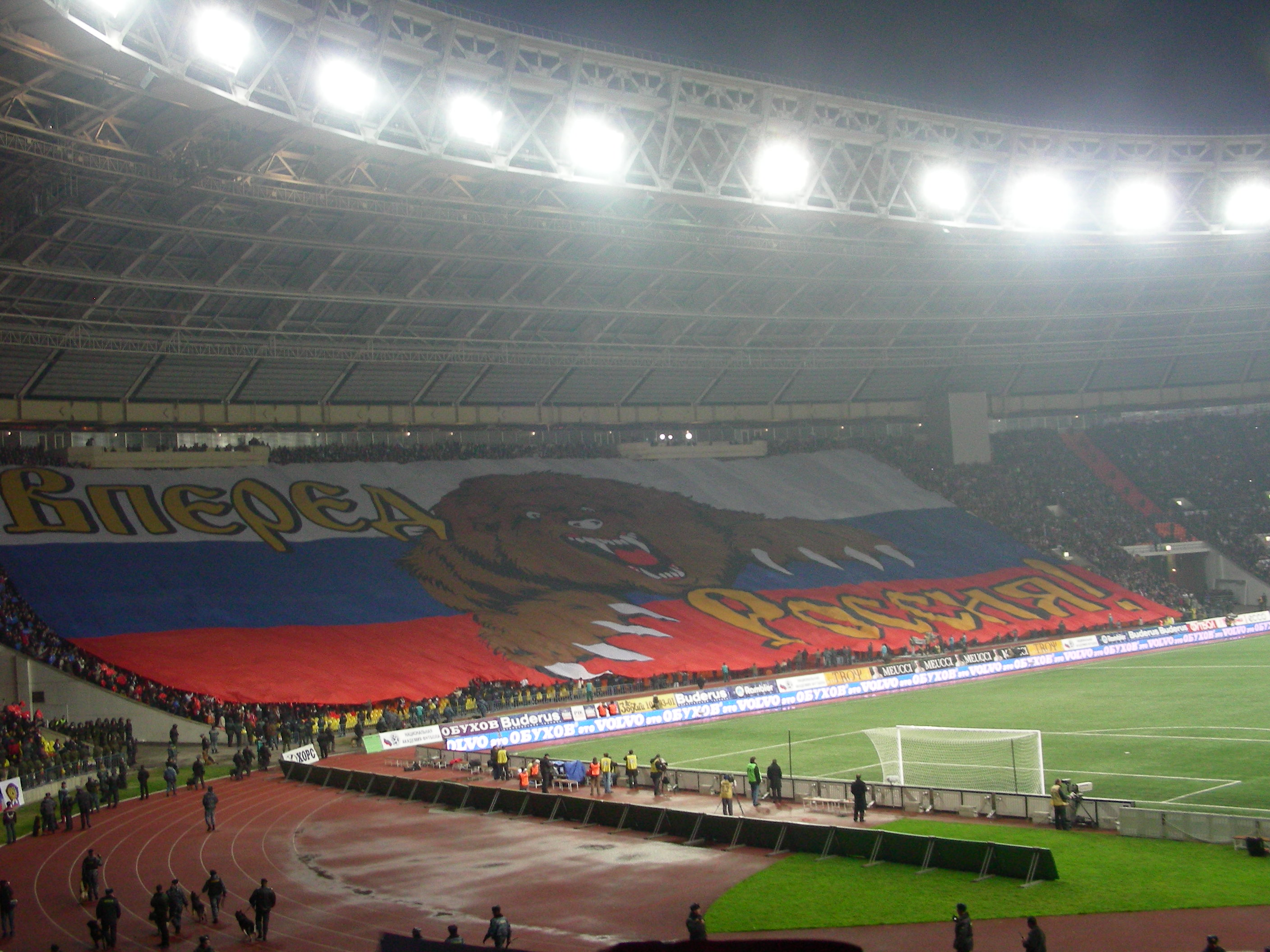
Cette immense bannière de 130 mètres sur 80 représente l'ours russe et fut réalisée par les supporters du pays durant l'Euro 2008 de football.
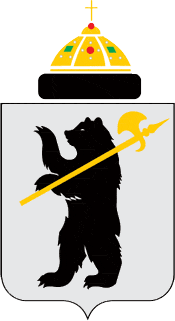
Blason de la ville de Iaroslavl.

La Russie serait devenue le pays que l'on associe le plus souvent à l'ours. Le nom même de l'ours en russe (медведь, signifiant littéralement « mangeur de miel »), témoigne d'interdits culturels anciens.
L'ours intervient dans plusieurs des Contes populaires russes d'Alexandre Afanassiev. Dans la catégorie des « contes d'animaux », on relève notamment : Le Paysan, l'Ours et la Renarde (24/7b), L'Ours et les Loups effrayés (44/19a), Les Bêtes se construisent une isba pour passer l'hiver (64/30), L'Ours et le Coq (65/31), Teremok (83/43b et 84/43c) ; parmi les « contes merveilleux », La Jeune Fille et l'Ours (557/54), Ivanko-Ourseau (152/89), L'Ours-Roi (201/117), Le Lait de bête sauvage (202/118a). Le conte effrayant intitulé L'Ours (57/25) occupe une place à part.
Dans un conte populaire[réf. nécessaire], un chasseur arrogant veut tuer une ourse et ses petits puis est puni en se faisant affubler d'une tête d'ours, entraînant par là son rejet de la société.
Le conte du Paysan, de l'Ours et de la Renarde a été adapté en anglais par Martha Hamilton, Mitch Weiss et Carol Lyon. Il s'agit d'un conte facétieux dans lequel le paysan trompe l'ours au moment du partage de la récolte, lui promettant d'abord « tout ce qui pousse au-dessus » alors qu'il a semé des navets (des carottes dans l'adaptation), puis « tout ce qui pousse au-dessous » alors qu'il a semé du froment.

### Corée et Indochine
En Corée, un mythe fondateur évoque un ours et un tigre dans une grotte, qui souhaitèrent tous deux devenir des hommes. Le dieu Hwanung (환웅) leur promit de les réincarner s’ils tenaient cent jours enfermés dans leur caverne avec comme seule nourriture vingt gousses d’ail. Au 37e jour, le tigre s’enfuit ; l’ours resta, et il fut transformé en femme, nommée Ungnyeo (웅녀). En raison de son passé, elle n’arriva pas à trouver un mari ; mais Hwanung, ému, prit l’apparence d’un humain et lui donna un fils, Tangun (단군), le patriarche du peuple coréen.
En Indochine, les Mnong croyaient que l'ours envoie la maladie à quiconque marche sur ses traces.

## Cultes et traditions sur le continent américain

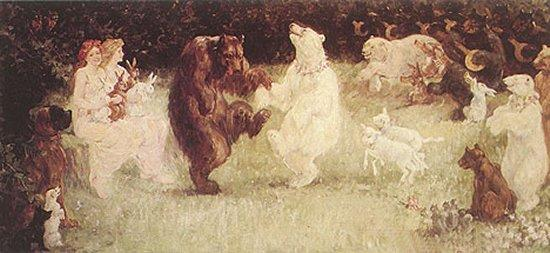
The rites of spring (« Les Rites du printemps »), peinture de l'Américain Frederick Stuart Church (1842–1924).

L'ours est largement présent en Amérique du Nord puisqu'on y trouve l'ours noir et sa sous-espèce, l'ours Kermode, mais aussi l'ours brun et ses deux sous-espèces que sont le grizzli et l'ours kodiak. En Amérique du Sud, où se trouve l'ours à lunettes, certaines cultures lui associent aussi certaines traditions. En Bolivie, l'ours apparait au sein de la Diablada. Sa fonction est d'apporter la pluie et le vent à la fin de l'été.

### Nations amérindiennes
Avant l'arrivée des colons européens en Amérique, les premières nations amérindiennes étaient depuis longtemps en contact avec l'ours. Ces animaux considérés comme faisant partie des esprits les plus puissants étaient censés posséder de nombreux pouvoirs, leur symbolique étant du reste très similaire à celle que l'on retrouve chez les Lapons ou les Sibériens. Représentation du pouvoir personnifié par les chamanes, les ours ont suscité une crainte et une vénération quasi universelle qui semble à l'origine des divers rituels, légendes et contes à leur sujet. Un thème prééminent dans la mythologie amérindienne est celui de l'ours métamorphe et ancêtre, souvent en mesure de retirer sa peau afin de prendre une forme humaine, et d'épouser des femmes sous cette apparence. Sa progéniture peut avoir une partie de l'anatomie de l'ours, et les enfants, même très beaux, conservent une force étrange, ou se révèlent métamorphes eux-mêmes.
Claude Lévi-Strauss a largement étudié les mythes et les rites amérindiens, constatant que l'ours est universellement perçu comme « en partie humain ». La chasse à l'ours était couramment pratiquée par la plupart des Amérindiens, qui devaient s'abstenir de prononcer le nom de l'ours par superstition. Elle s'accompagnait de multiples marques de respect afin d'apaiser l'esprit de la bête avant de la dépecer et de s'approprier sa précieuse fourrure, sa viande et sa graisse, par exemple en lui faisant fumer le calumet de la paix.

#### Peuples du Nord-Ouest

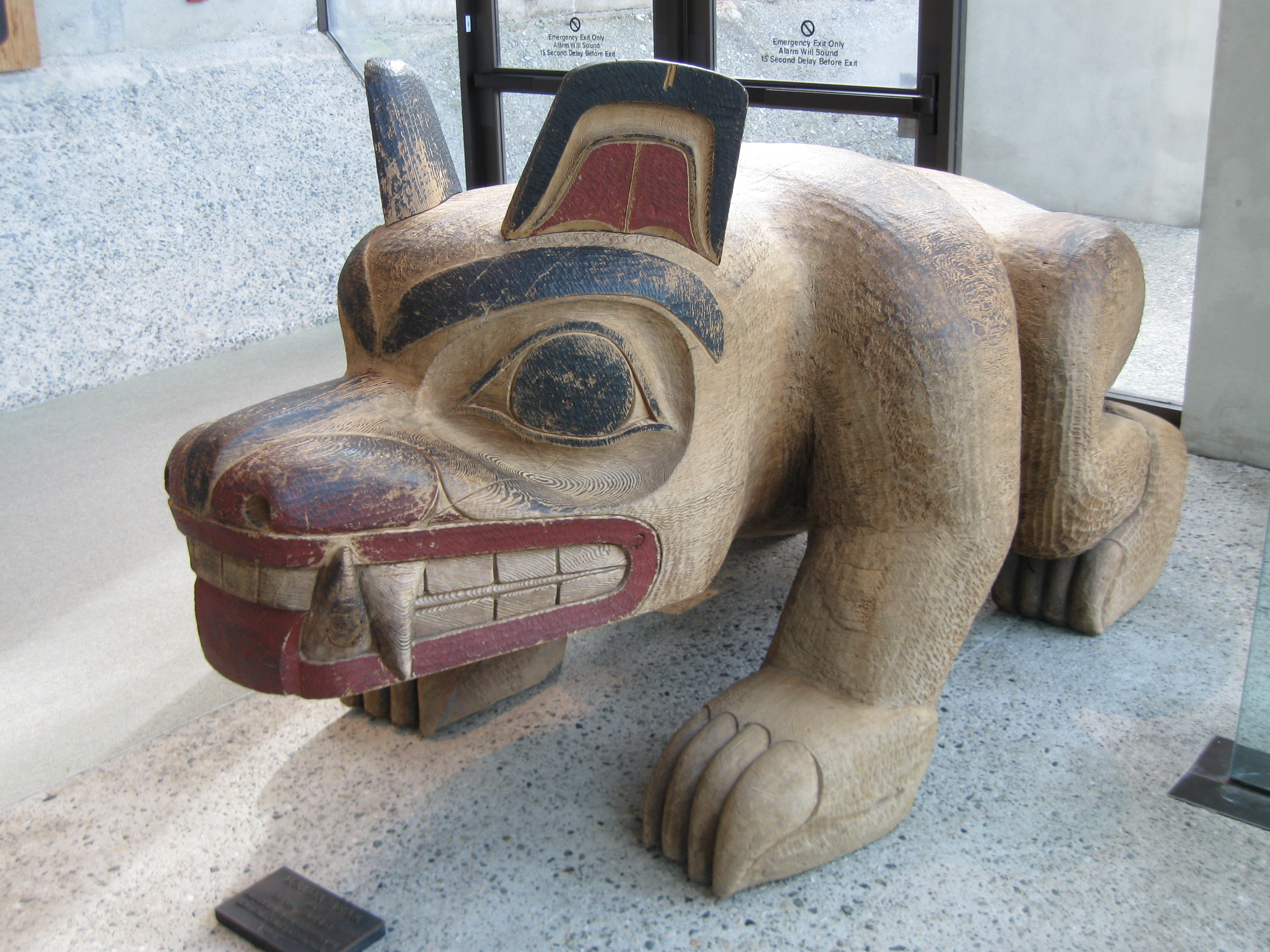
Ours en bois des haïdas sculpté par Bill Reid.

C'est au nord-ouest du continent américain que le culte de l'ours fut le plus remarqué au début du XXe siècle. Tout comme en Europe, des danses se déroulaient lors de la sortie supposée de l'hivernation. Chez les Haïdas et les Tlingits, l'ours est l'animal des initiations.
À cause de leur apparence de fantôme, les ours Kermode, ou « spirit bears », tiennent une place importante dans la mythologie des Amérindiens de la région de Colombie-Britannique. Chez les Dakelh, en se revêtant d'une peau d'ours, il est possible de se transformer en cet animal et chez les Kwakwaka'wakw, les danseurs se masquent, revêtent une peau d'ours, et deviennent des chefs de guerre imitant l'ours en colère, ses gestes et ses grognements. On observe aussi une ségrégation envers les femmes, qui se voient interdire la consommation de pattes d'ours, voire tout contact indirect avec cet animal en raison de sa symbolique libidineuse. Ainsi, les Amérindiens établis près de la rivière Thomson n'introduisaient jamais la dépouille de l'ours dans une case ou une tente en passant par la porte, car les femmes empruntent ce passage. Les enlèvements de femmes solitaires par des ours sont fréquents dans toutes les légendes, et les femmes Tlingits qui trouvent les traces d'un ours supplient la bête de ne pas les enlever.

#### Peuples du Nord-Est
Les Algonquins du Canada font de l'ours leur ancêtre et l'appellent même « grand-père ». L'ours noir américain, ou baribal, présent dans toute la région nord-est du pays, fait partie intégrante des cultes religieux et traditionnels des Algonquins mais aussi des Iroquois du Nord, et de plusieurs tribus de langue sioux telles que les Winnebagos. Il semble que la tête de l'animal soit tout particulièrement associée à des rituels incluant la consommation de son cerveau, ainsi, chez les Attikameks, le crâne de l'ours est suspendu à un arbre symbolisant l'arbre du monde, qui permet la montée au ciel. La consommation de viande d'ours prenait un caractère sacré et marquait des cérémonies telles que la « Big House Ceremony » du Delaware et la danse de l'ours de la Mesquakie ; la viande était aussi placée en offrande aux morts. Chez les Innus, l'ours était réputé pleurer ou se masturber tel un homme.

#### Peuples au sud de l'Amérique du Nord
Les Indiens pomos en Californie du Sud ont un rite de passage où l'ours grizzly tue les jeunes candidats et creuse un trou dans leur dos avec ses griffes, et pensent que tout mort non incinéré revient métamorphosé en ours. Chez les Indiens pueblos, l'ours est l'animal des pouvoirs souterrains, son nom est donné à un foyer rituel situé au fond des temples et chez les Cherokees, l'ours est réputé pouvoir lire les pensées humaines.

#### Vertus médicinales

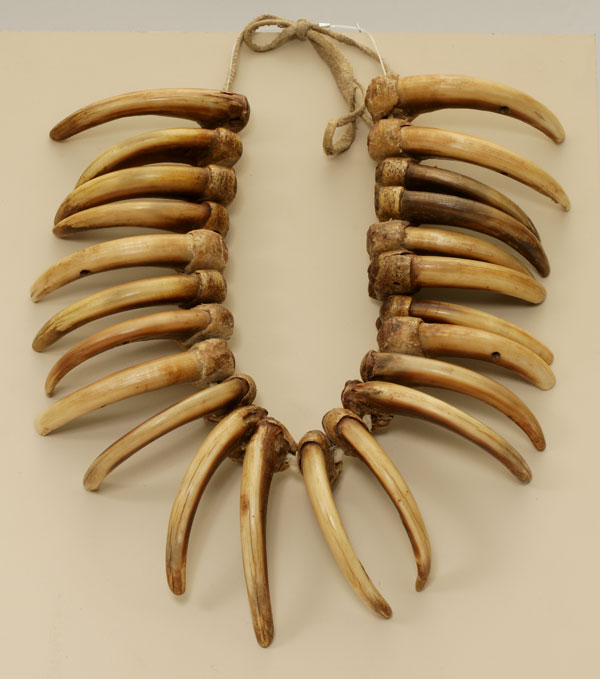
Collier composé de griffes d'ours grizzli, vers 1900, conservé au Nez Perce National Historical Park.

Les griffes d'ours se voyaient associer de nombreuses vertus, et les chamanes tsimshian officiaient en portant une couronne de griffes de grizzli, mais l'ours pouvait aussi être lui-même médecin ou détenteur de secrets, ainsi, les Pawnees font des pattes de l'ours le siège de ses pouvoirs médicaux et les Chippewa pensent que c'est l'ours qui a transmis le secret des plantes médicinales à l'homme ; un homme qui rêve d'ours sera donc particulièrement apte à exercer la médecine. Les Pomos et les Cherokees parlent de « docteur-ours » et pour les Pawnees, l'ours, fils du soleil, est à l'origine de la médecine, voire de la découverte du feu. Les sorciers maidu officient en se dandinant comme des ours pour soigner leurs patients.

#### Contes et légendes
Les tribus des Algonquins, Micmacs, Narragansetts et Cherokees considèrent la constellation de la Grande Ourse comme un ours poursuivi par trois chasseurs. Chaque position que prend la constellation au cours de l'année illustre un épisode de la chasse : poursuite, mise à mort de l'ours, puis résurrection chaque année.
Dans le Delaware, les Amérindiens parlent d'un ours géant, « The Naked Great Bear », qui les attaquait et les dévorait. Un monstre similaire, Ganiagwaihegowa, illustre aussi cette peur de l'animal, décrit comme un ours géant uniquement vulnérable sous la plante de ses pattes de devant, il était représenté comme glabre, et réputé dévorer tout ce qui croisait son chemin.
Il existe également de nombreuses légendes où des Amérindiens se métamorphosent en ours, et vice versa, tout comme des unions entre ours et humains. Ainsi, le grand ours blanc Waiabskinit Awase peut prendre forme humaine à volonté et un conte tsimshian raconte qu'une femme toucha la patte d'un ours et, croyant qu'il s'agissait d'un homme, elle le prit pour époux. Ces transformations concernent aussi les jeunes et vieilles femmes chez les Modocs et les Klamaths. Il arrive que des enfants soient nourris par des ours dans les mythes iroquois.
Un conte iroquois veut que l'ours n'ait pas de queue soit parce qu'il a volé, soit parce qu'il a pêché du poisson en plongeant cet appendice dans de l'eau qui a ensuite gelé. Un autre racontent l'histoire de trois frères partis chasser une ourse. Durant sa fuite, celle-ci grimpa sur une montagne et continua son chemin dans la voute céleste, suivi des trois chasseurs. Ensemble ils forment la constellation de la Grande Ourse, Okouari en iroquois.

### Culture américaine

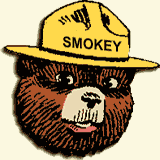
Le Smokey Bear.

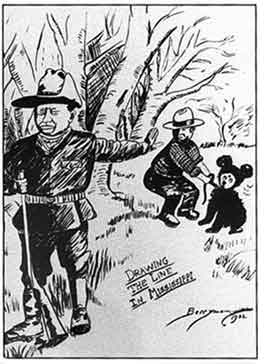
Clifford K. Berryman, Drawing the Line in Mississippi : Theodore Roosevelt épargne un jeune ours noir.

En 1902, le président américain Theodore Roosevelt se rendit dans le Mississippi et participa à une partie de chasse au cours de laquelle il décida d’épargner un petit ours noir blessé. L’épisode fut relaté dans un article du Washington Post. Clifford K. Berryman l’illustra par un dessin appelé Drawing the Line in Mississippi, qui représente le président et l’ours en question. Rapidement, l’anecdote devint populaire et deux émigrants russes, Rose et Morris Mictchom, créèrent un ours en peluche qu’ils baptisèrent « Teddy », diminutif du prénom Theodore, en hommage au 26e président des États-Unis.
Aux États-Unis, l'ours noir est l'animal d'État de Louisiane, du Nouveau-Mexique, et de Virginie-Occidentale. Le grizzli est celui du Montana et de Californie.
Le Smokey Bear fait partie de la culture américaine depuis son invention en 1944. Désormais connu de presque tous les Américains avec son message « Vous seuls pouvez prévenir les incendies de forêt », il est devenu un symbole de la préservation de terres boisées.
À Wall Street, l'image de l'ours (Bearish) symbolise une tendance financière baissière, à l'inverse du taureau qui symbolise une tendance haussière. L’Ours noir est, en outre, l’emblème de l’université du Maine. L’une des trois mascottes des Jeux olympiques d’hiver de 2002 à Salt Lake City était un ours noir du nom de Coal (« charbon »).

## Cultes et traditions en Arctique

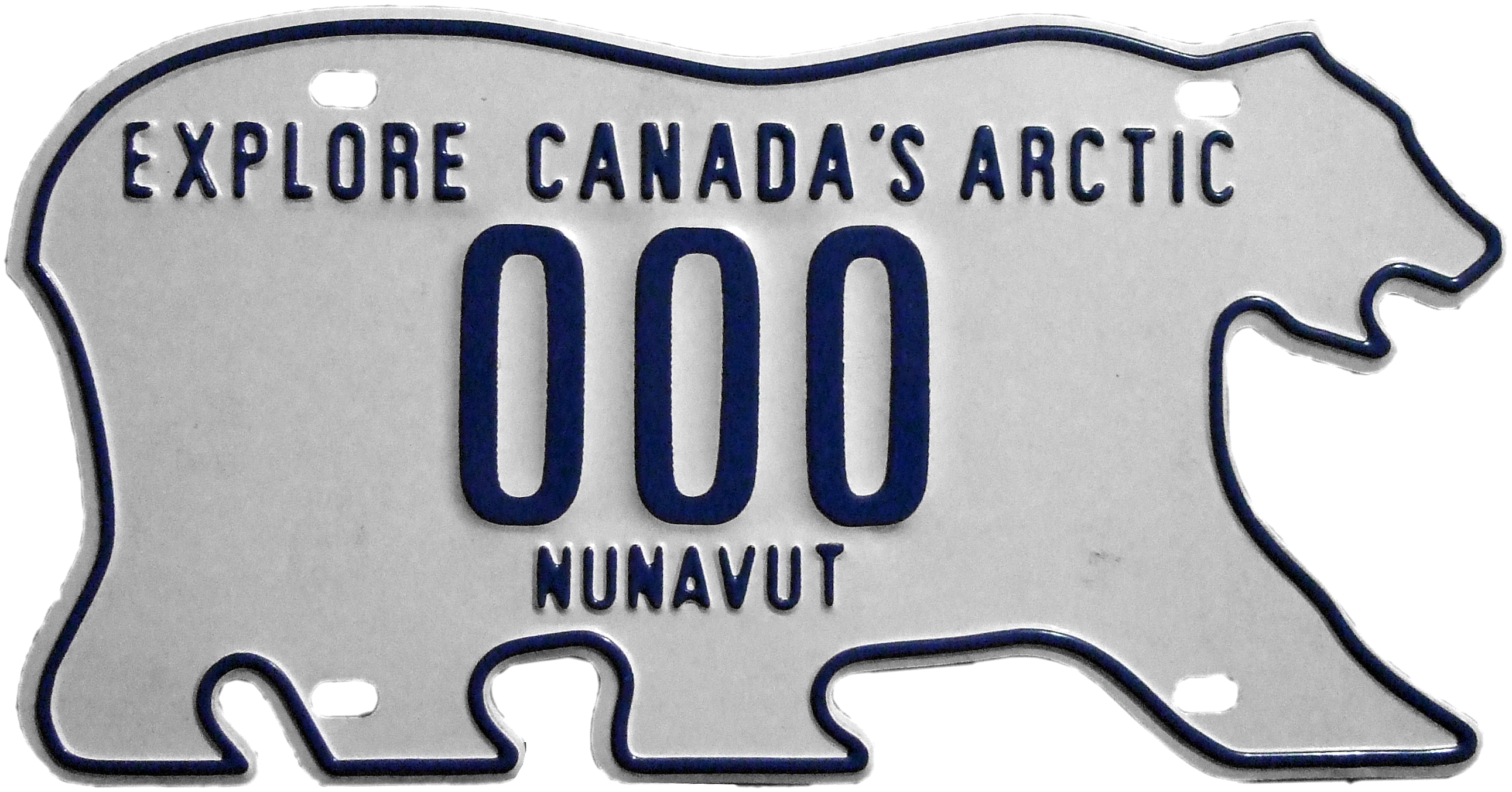
Plaque d'immatriculation canadienne du Nunavut, en forme d'ours.

L'ours exerce une influence prépondérante sur la culture, l'art et l'imaginaire dans les territoires arctiques où vivent les Inuits, en effet, ils voient dans l'ours blanc l'un de leurs ancêtres et un totem, à l'instar des peuples sibériens. Les initiations chamaniques comprennent la mort rituelle et symbolique de l'apprenti chamane dans la gueule d'un ours.
Nanuq est le terme inuit qui désigne l'ours blanc, mais aussi l'esprit de cet animal dans la mythologie inuit. Dans la cosmogonie inuit, l'ours s'oppose à la création de la lumière, et apparaît comme un être conservateur. Il était réputé enlever sa peau pour devenir un homme, et l'homme se changeait en ours en revêtant la peau d'un ours, les contes et légendes abondent ainsi d'exemples où des ours se font adopter par des humains ou en épousent et inversement, abolissant la frontière entre l'homme et l'animal. Les légendes évoquant des mariages entre hommes et ourses se terminent souvent par le retour de l'ourse à la vie sauvage en raison de différences trop profondes, et les histoires de femmes qui épousent un ours et ont un enfant ourson reprennent souvent les mêmes éléments, l'ourson retournant à la vie sauvage et finissant généralement abattu par un chasseur. L'ours peut aider les hommes en réintégrant les exclus dans leurs communautés, mais aussi devenir un messager de vengeance et de mort.
Les Inuits dépendent toujours largement de la chasse à l'ours pour vivre.

## Symbolique de l'ours
L'ours se voit attribuer une profonde symbolique depuis l'époque préhistorique et occupe une place de premier plan dans l'imaginaire occidental. Sa réputation de grande force est issue en partie de sa morphologie, et du fait qu'il n'ait quasiment aucun prédateur dans les régions où il fut longtemps présent.
Michel Pastoureau défend une thèse selon laquelle l'ours fut considéré comme le roi des animaux partout en Europe jusqu'au XIIe siècle, notamment chez les Celtes, Germains, Slaves, Scandinaves et Baltes, avant sa diabolisation par les autorités chrétiennes qui installèrent le lion sur le trône animal à sa place, dans le but de lutter contre les pratiques païennes associées à l'ours, mais aussi pour effacer un animal qui « se posait en rival du Christ ».
Il semble que l'ésotérisme islamique ait attribué à l'ours une image d'animal « vil et répugnant ». Dans la symbolique chinoise, il vient des montagnes, s'oppose au serpent, et est considéré comme yang, c'est surtout un animal viril, courageux, puissant et fort, capable de rivaliser avec le tigre.
Il existe bon nombre de croyances, partagées en Europe, en Amérique du Nord et en Asie, pour évoquer le fait que l'ours se dévorerait lui-même ou sucerait l'une de ses pattes antérieures afin de passer l'hiver. Elles pourraient avoir un rapport immédiat avec toutes les propriétés attribuées aux différentes parties du corps et à la bile. Ainsi, la consommation de pattes d'ours revêt une dimension chamanique en transmettant les qualités de la bête. La tête de l'ours fut réputée être son point faible durant l'Antiquité et le Moyen Âge occidental, par opposition au reste de son corps, ce qui en fait de facto un animal vu symboliquement comme stupide. Son mode de vie le fait plutôt voir comme un animal misanthrope et de manière générale, il semble culturellement s'opposer au loup. L'œil de l'ours se voit prêter des facultés magiques, et devient capable de tout pénétrer et tout transpercer.
D'une manière générale, « par delà les écarts culturels énormes entre Celtes, Sibériens, Algonquins ou Chinois, les images voisines que ces peuples se forgèrent de l'ours montrent l'extraordinaire unité de l'imaginaire humain ».

### Régularisation du temps

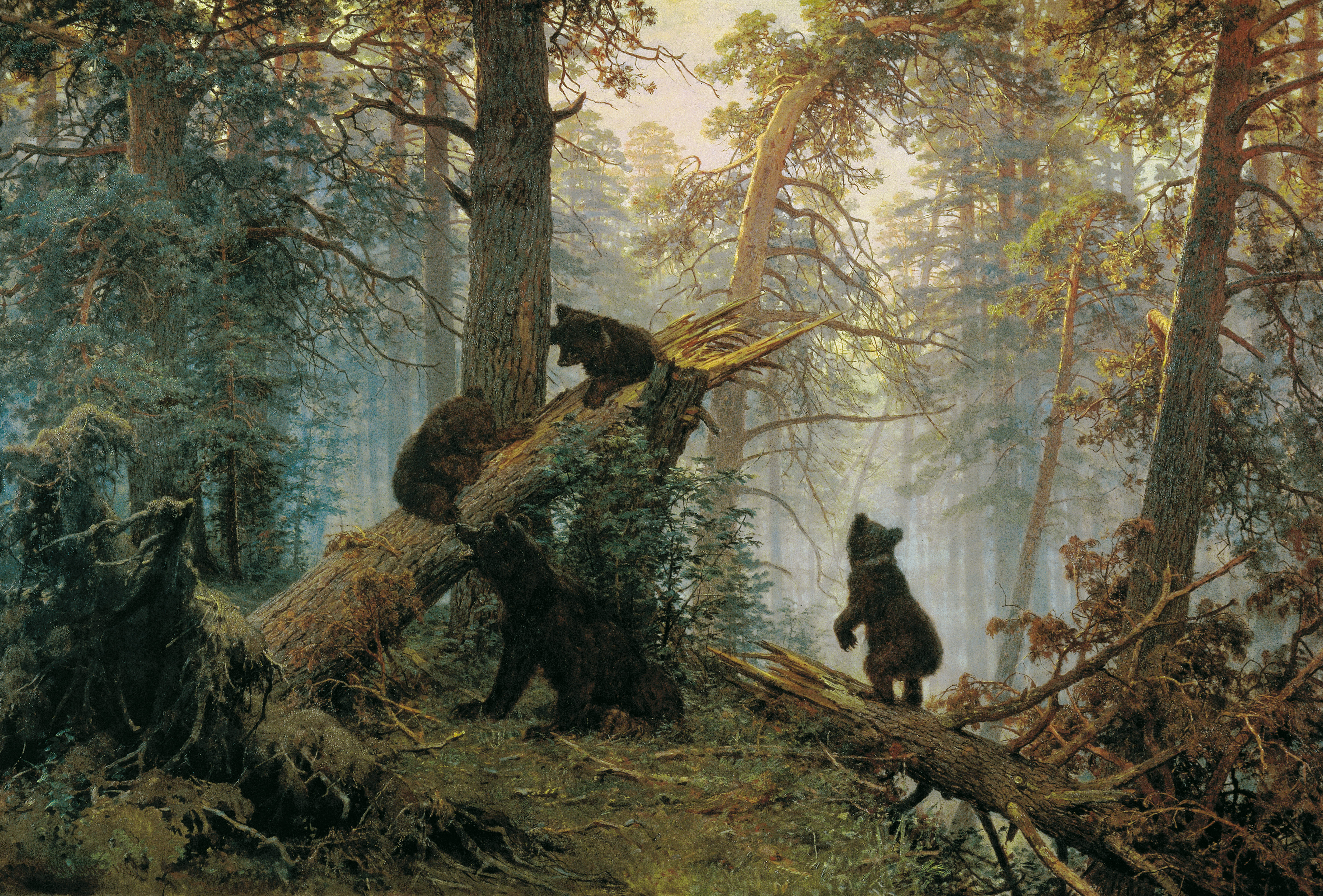
Un matin dans une forêt de pins, huile sur toile par Ivan Chichkine et Constantine Savitski, 1886.

Le cycle de vie de l'ours, qui comprend l'hivernation, le met en lien étroit avec une symbolique de la régulation du temps selon les ethnologues. Les multiples fêtes qui lui sont consacrées mettent cet aspect en avant comme Arnold van Gennep l'a constaté, l'ours « maître du temps puissant à venir » y régule le jour et la nuit, mais aussi et surtout le passage des saisons dans leur succession et leur opposition, introduisant un rythme vital et une périodisation. De même, en Sibérie et en Alaska, l'ours semble assimilé à la lune parce qu'il disparaît en hiver et réapparaît au printemps, ce qui le rapproche du cycle végétal, également soumis aux influences lunaires.

### Anthropomorphisme

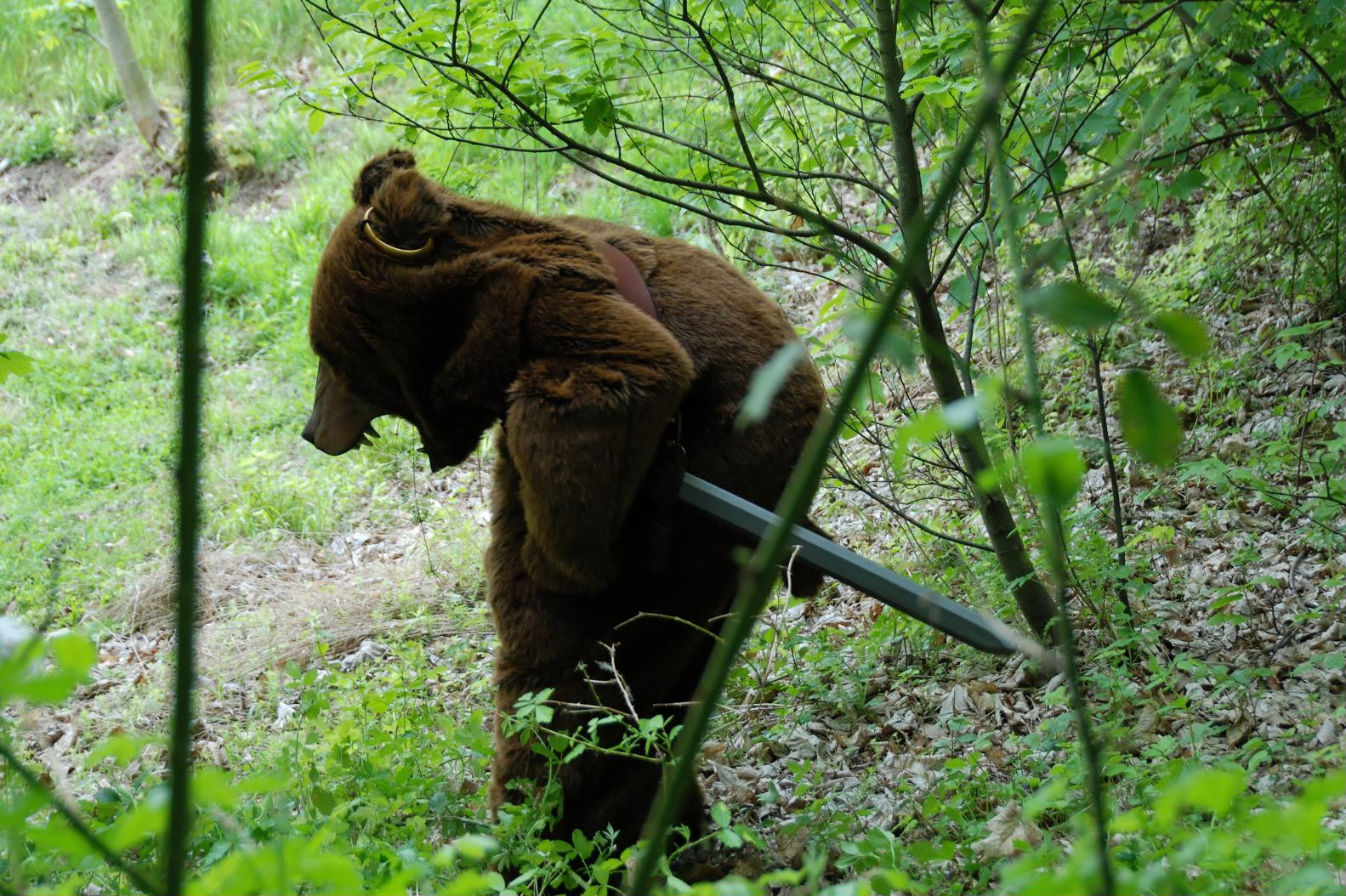
Un fursuiter dans son costume d’Ursus, à Marly-le-Roi.

Dès l'Antiquité, l'ours est vu comme « un ancêtre, un parent ou un cousin de l'être humain »,. Durant une large partie de l'histoire, il est considéré comme l'un des trois animaux les plus proches de l'Homme, avec le singe et le porc. Le porc et le singe souffrent d'une très mauvaise réputation dans l'Europe chrétienne. Il faut attendre les progrès de la biologie et de la médecine, notamment les travaux de Charles Darwin, pour que le singe et le porc soient revalorisés sur l'ours dans ce rôle.

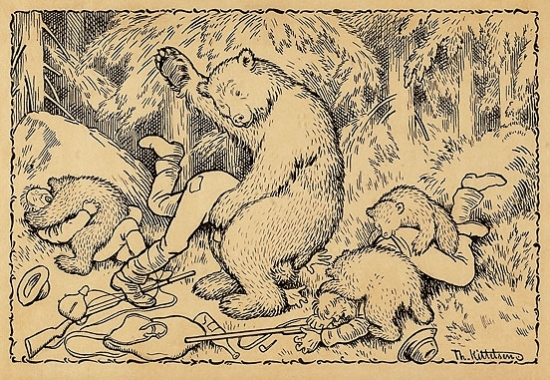
La chasse à l'ours tourne mal, dessin de Theodor Kittelsen mettant en scène des ours anthropomorphes.

L'ours est un animal anthropomorphe, qui peut facilement se tenir debout, dressé sur ses pattes postérieures. Son statut de « plantigrade » le rapproche donc de l'Homme par rapport aux autres mammifères. De plus, débarrassé de ses poils, son corps est très semblable à celui de l'être humain. L'ours peut saisir des objets avec ses pattes antérieures (lesquelles sont proches d'une main humaine), prendre des postures humaines, danser et nager, son régime alimentaire étant généralement omnivore. Du fait de ces caractéristiques, le déguisement en ours et l'identification à cet animal sont simples . Des déguisements et imitations d'ours sont testés à toutes les époques et dans de nombreuses cultures, depuis l'Antiquité, jusqu'aux fursuit (costumes) des amateurs de furry à notre époque.
L'ours est souvent symboliquement perçu comme un homme, même dans les histoires où il est métamorphosé, et ce aussi bien sur le continent européen, américain, ou asiatique. Dans les contes, l'ours met au point des ruses pour ravir de jeunes femmes. L'image anthropomorphe de l'ours qui sort de sa caverne au printemps, se dresse sur ses pattes et regarde face à lui, peut apparaître comme maternelle, nourricière, protectrice et initiatrice.

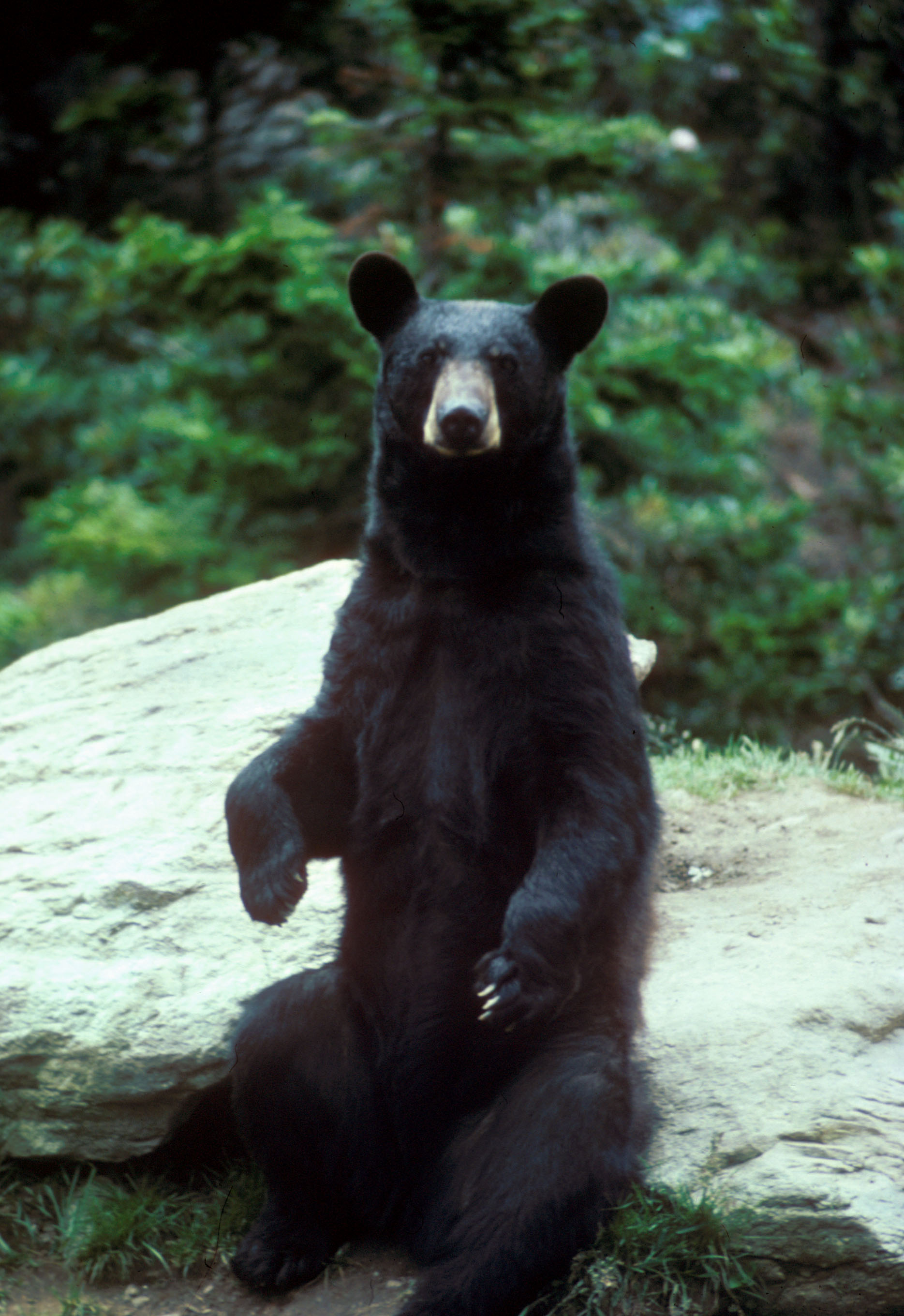
Ours noir assis dans une posture anthropomorphe.
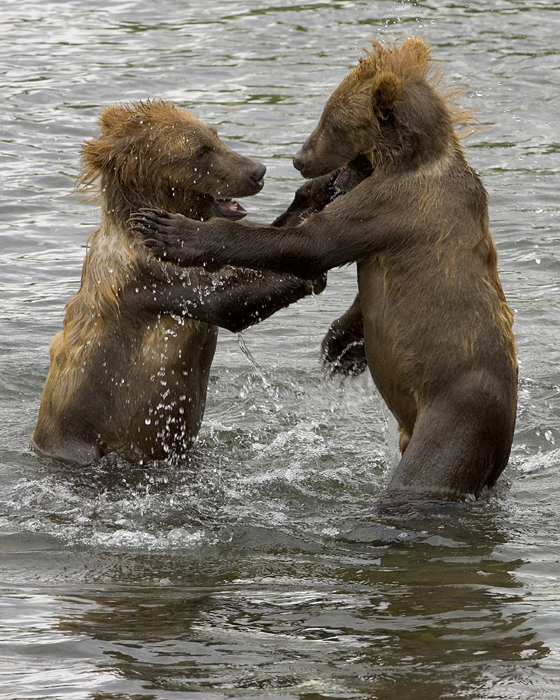
Deux oursons bruns jouant debout dans l'eau.
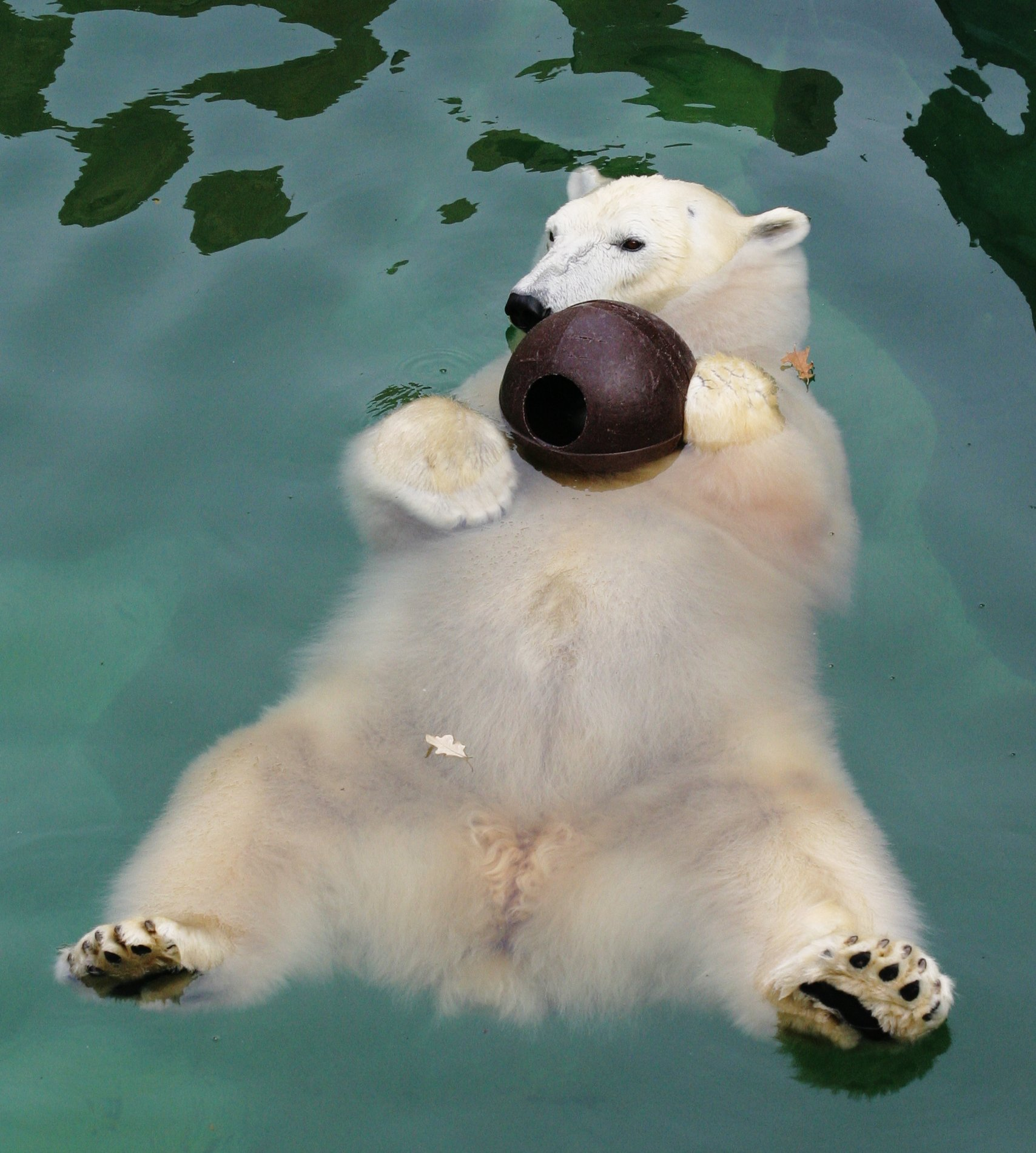
Ours polaire flottant sur l'eau, également dans une posture anthropomorphe.
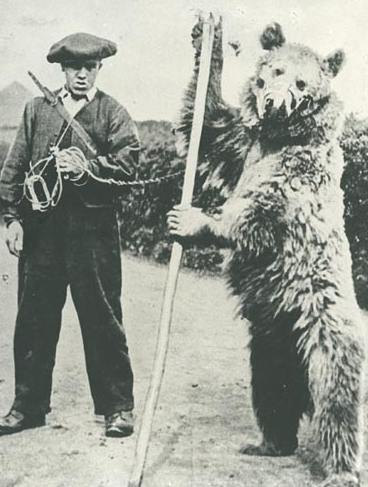
Ours dansant pour un montreur d'ours à Arundel, Sussex.

### Sexualité

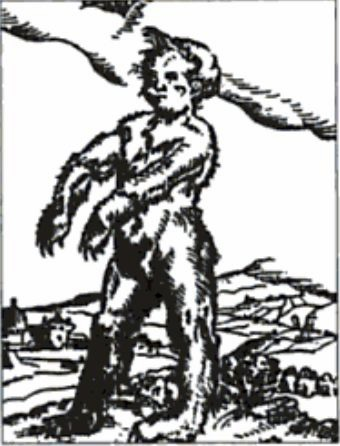
Illustration de 1494 montrant un hybride né d'un ours et d'une femme.

L'anthropomorphisme de l'ours explique peut-être les nombreuses légendes sur ses mœurs sexuelles. Pline l'Ancien disait que les ours s'accouplent à la façon des hommes, en s'enlaçant et en s'embrassant. Cette légende fut longtemps reprise, et remise en cause au XVIIe siècle seulement. L'évêque Guillaume d'Auvergne écrivit ainsi vers 1240 que la chair de l'ours a le même goût que celle de l'homme, le sperme de cet animal la même consistance que celui de l'homme, et que l'accouplement d'un ours et d'une femme donne naissance à des enfants humains. La croyance en un couple femme-ours stable et fécond est quasi universelle, partagée aussi bien par les Européens, les Asiatiques et les Amérindiens. Il existe aussi un très grand nombre de contes, légendes et d'histoires pour mettre en exergue cette attirance des ours mâles pour des femmes dont ils tombent amoureux, et qu'ils enlèvent ensuite, au point de constituer un conte-type et un thème d'histoires « vécues » dans toute l'Europe et en Sibérie jusqu'au XIXe siècle. Toutes ces histoires sont marquées par l'agressivité ou, au contraire, la tendresse. L'accouplement des ours avec les femmes donne parfois naissance à des êtres mi-hommes et mi-ours dotés d'une force prodigieuse, mais aussi d'une attirance irrépressible pour les femmes. L'ours semble tenir symboliquement un rôle de tisseur d'unions fécondantes, et d'initiateur marquant l'accession à la sexualité et à la capacité d'avoir des enfants chez les jeunes filles menstruées, à travers la séquestration dans la tanière dont la jeune fille sort femme, et parfois mère,. À l'inverse, les unions légendaires entre hommes et ourses sont plus rares.

### De l'alchimie à la psychanalyse
L'ours comme initiateur sexuel est à mettre en relation avec « la noirceur du premier état de la matière » et les premières phases de l'alchimie selon le Dictionnaire des symboles. En effet, l'ours affectionne les cavernes d'où émane son « souffle mystérieux », chtonien (la couleur jaune étant celle de la terre chez les chinois), il incarne donc l'obscurité, et par conséquent les ténèbres ainsi que la couleur noire. Sa symbolique lunaire, issue de la mythologie grecque (et de sa nature cyclique), serait celle d'un monstre cruel ou d'une victime sacrifiée. Le psychiatre Carl Gustav Jung le met en relation directe avec l'instinct, et voit en lui un symbole des aspects dangereux et non maîtrisés de l'inconscient. De manière générale, l'ours est vu comme violent, cruel, sauvage et brutal, et symboliserait des forces élémentaires susceptibles d'évoluer comme de régresser.
Selon le Dictionnaire des rêves, les ours apparaissent fréquemment dans les rêves et peuvent évoquer le froid, tel l'ours polaire, impliquant une souffrance comme la solitude. L'ours est également associé aux pulsions sauvages et à l'anima. Au contraire, l'ourse évoquerait la mère, la possessivité, la tendresse exacerbée et l'ourson le désir d'être choyé et câliné. Les rêves d'ours symboliseraient la part naturelle et pure de l'individu et constituent un archétype, celui de la sagesse et de la force des instincts primordiaux.

## Dénominations

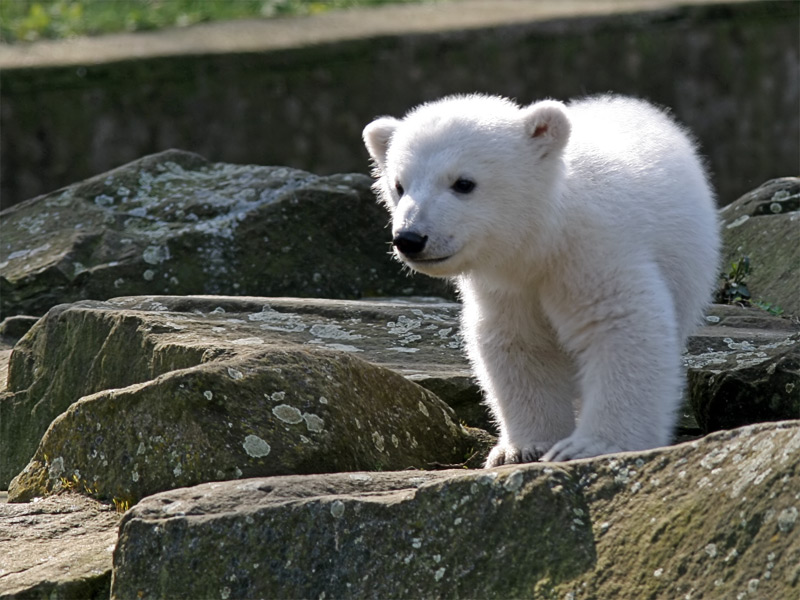
Knut est la mascotte du Zoo de Berlin ainsi que l'un des symboles de la préservation de l'Arctique.

Des noms et expressions tirés de l'ours ont de tout temps été usités, et semblent dériver de la racine proto-indo-européenne dont la reconstruction possible est *h₂ŕ̥tḱos, qui a donné entre autres le sanskrit r̥kṣa, l'avestique arša, le grec ancien ἄρκτος / árktos, le latin ursus (à l'origine du français ), et le gallois arth à l'origine du prénom Arthur. Le hittite ḫartagga-, nom donné à un monstre ou un prédateur, est également comparable,.
En français, le mâle est appelé un ours, la femelle une ourse et leur petit un ourson.
Le nom de l'ours semble avoir été frappé très tôt d'un tabou, par respect avec sa symbolique et sa fonction, ce qui a conduit à utiliser toutes sortes de métaphores pour le désigner, c'est ainsi que les termes dérivés du germanique, comme björn en suédois et  en anglais, sont issus d'un mot signifiant « brun », que les termes slaves comme  signifient « le mangeur de miel », que le letton et le lituanien le désignent comme « le lécheur » et que l'on retrouve de nombreux noms imagés chez les Sibériens, les Lapons, et en Amérique du Nord.

### Noms et prénoms
Le nom de l'ours a donné naissance à une grande variété de prénoms, comme Bernard (« fort » ou « dur » comme un ours), Arthur (roi des ours), Artus, Mathurin ou encore Ursule,. Le prénom féminin Ursula est tiré de celui de la sainte chrétienne Ursule, il est commun dans les pays où l'on parle anglais ou allemand et signifie « petite ourse ». Chez les germanophones, le prénom masculin « Urs » est très populaire. Le nom de famille irlandais MacMahon signifie « fils d'ours ». L'association de l'ours avec le prénom Martin est peut-être issue d'une légende où saint Martin dompte un ours, ou du 11 novembre, jour de la Saint-Martin substitué à la fête de l'ours partant hiverner.
Dans les communautés juives d'Europe orientale, Ber (בער) — yiddish apparenté à « ours » — est attesté comme prénom masculin au moins depuis le XVIIIe siècle, et fut entre autres le nom de plusieurs rabbins. « Ber » est encore en usage chez les communautés juives orthodoxes en Israël, aux États-Unis et dans d'autres pays. Avec le passage du yiddish à l'hébreu et sous l'influence du sionisme, le mot hébreu pour « ours », Dov (דב), a été repris en Israël et est à présent utilisé comme prénom masculin dans ce pays.
Le prénom Xiong (« ours ») est très fréquent dans les annales de la Chine ancienne.
Dix Ours (Paruasemana) est le nom d'un chef comanche bien connu du XIXe siècle. D'autres membres des tribus amérindiennes portent des noms liés à l'ours. En outre, le nom américain de l'ours, « Bear », est devenu comme celui de l'ours brun, « Bruin », un surnom très populaire pour les mascottes ou les équipes sportives telles que les Bears de Chicago, les Golden Bears de la Californie et les Bruins de Boston.

### Toponymie
|                                                     |  |                                                                                                 |
| L'Ours de Berlin, symbole de la capitale allemande. |  | Armoiries de la commune de Berne et du canton de Berne, symbole de la capitale suisse de facto. |

De nombreux noms de lieux sont issus d'un mot signifiant « ours » et ce depuis l'Antiquité ; ainsi, la province d'Arcadie mentionnée dans la mythologie grecque signifie étymologiquement « terre des ours ». L'animal a également donné son nom aux continents de l'Arctique et de l'Antarctique, du grec ancien ἄρκτος (árktos), bien qu'on ne trouve les ours polaires qu'en Arctique. Les constellations de la Grande Ourse et de la Petite Ourse, situées près du pôle Nord céleste, y font également référence.
En Chine, l'ours a tout particulièrement nommé des montagnes telles que le mont Picha et le mont Xiong, ainsi que différents monts Xiong'er (« oreille d'ours »).
En Finlande, il existe plus de 700 000 toponymes relatifs à ce plantigrade.
Dans les Pyrénées, nombreux sont les toponymes issus de l'ours, tels que la vallée d'Ossau, la vallée d'Onser et celle de la Barousse arrosée par la rivière l'Ourse. Dans les Alpes, plusieurs montagnes lui rendent hommage comme le pic de l'Ours dans le massif de l'Esterel, le mont Ours entre Sospel et Menton ou encore le mont Orsiera (2 878 m, dans les Alpes cottiennes).
Il existe à Paris une « rue aux Ours », qui se nommait au XIIIe siècle la « rue aux Oues », c'est-à-dire « aux Oies ». Tous les rôtisseurs d'oies de Paris s'y trouvaient réunis, mais le mot « oues » a quitté le langage français, ce qui a donné la « rue aux Ours »,.

#### Berne
L'ours est symboliquement (et même physiquement) très présent à Berne, attesté dans un sceau dès 1224, sa présence est probablement née de la proximité entre « Bär », qui signifie ours en allemand, et « Bern ». Diverses légendes circulent pour l'expliquer, l'une voulant que Bertold V de Zähringen ait vaincu un ours à mains nues et fondé la ville en hommage, mais la présence de cultes liés à l'ours dans cette région est très ancienne. On retrouve l'ours aussi bien sur les armoiries que dans les boutiques de souvenir ou dans le carnaval de Berne, ou avec la célèbre fosse aux ours qui existe depuis le XVe siècle, et où des ours sont présents depuis toujours. Par extension, l'ours est devenu un symbole du canton de Berne, voire de la Suisse tout entière.

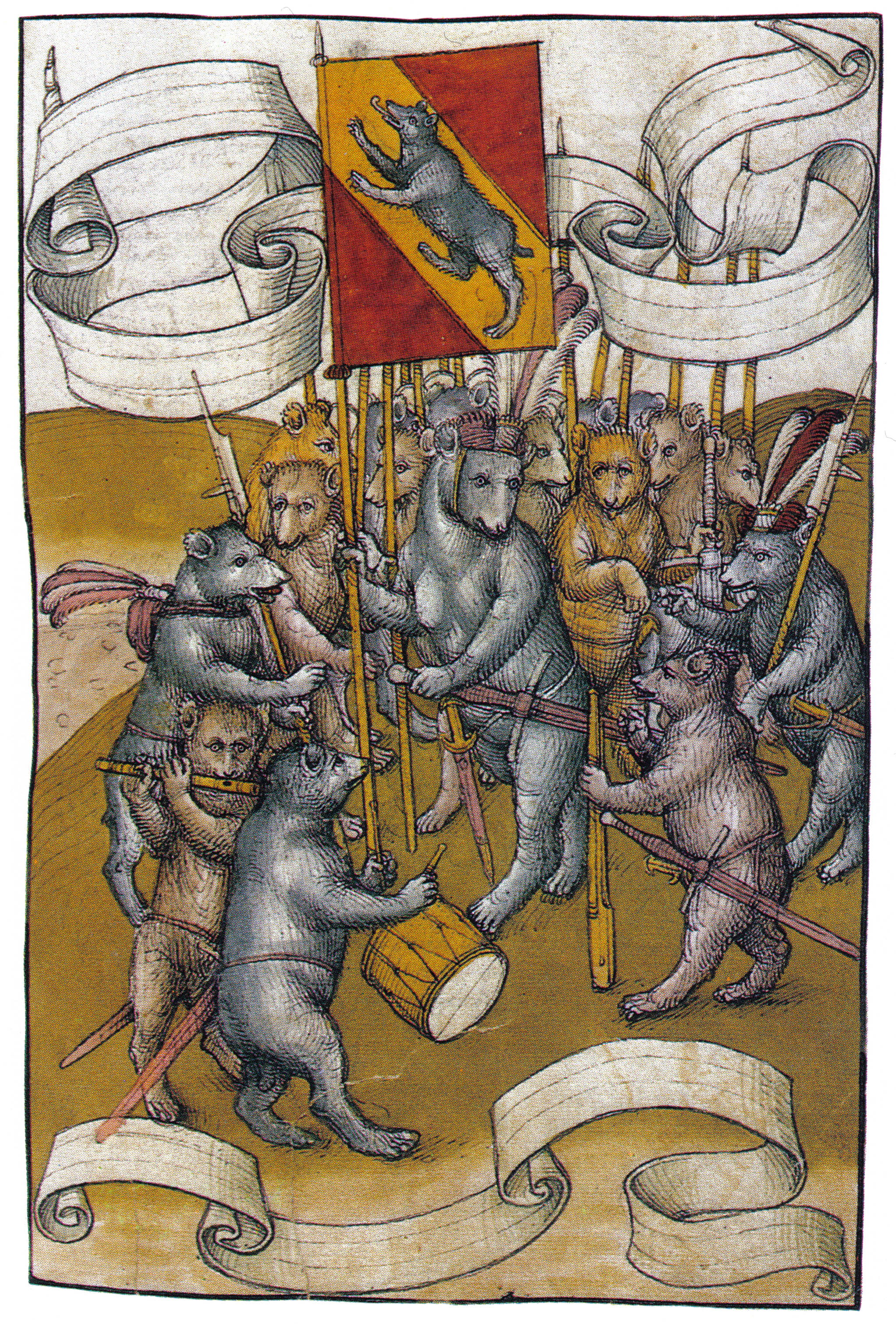
Les ours de Berne prennent les armes pour défendre la ville dans la Chronique de Spiez de Diebold Schilling, au XVe siècle.
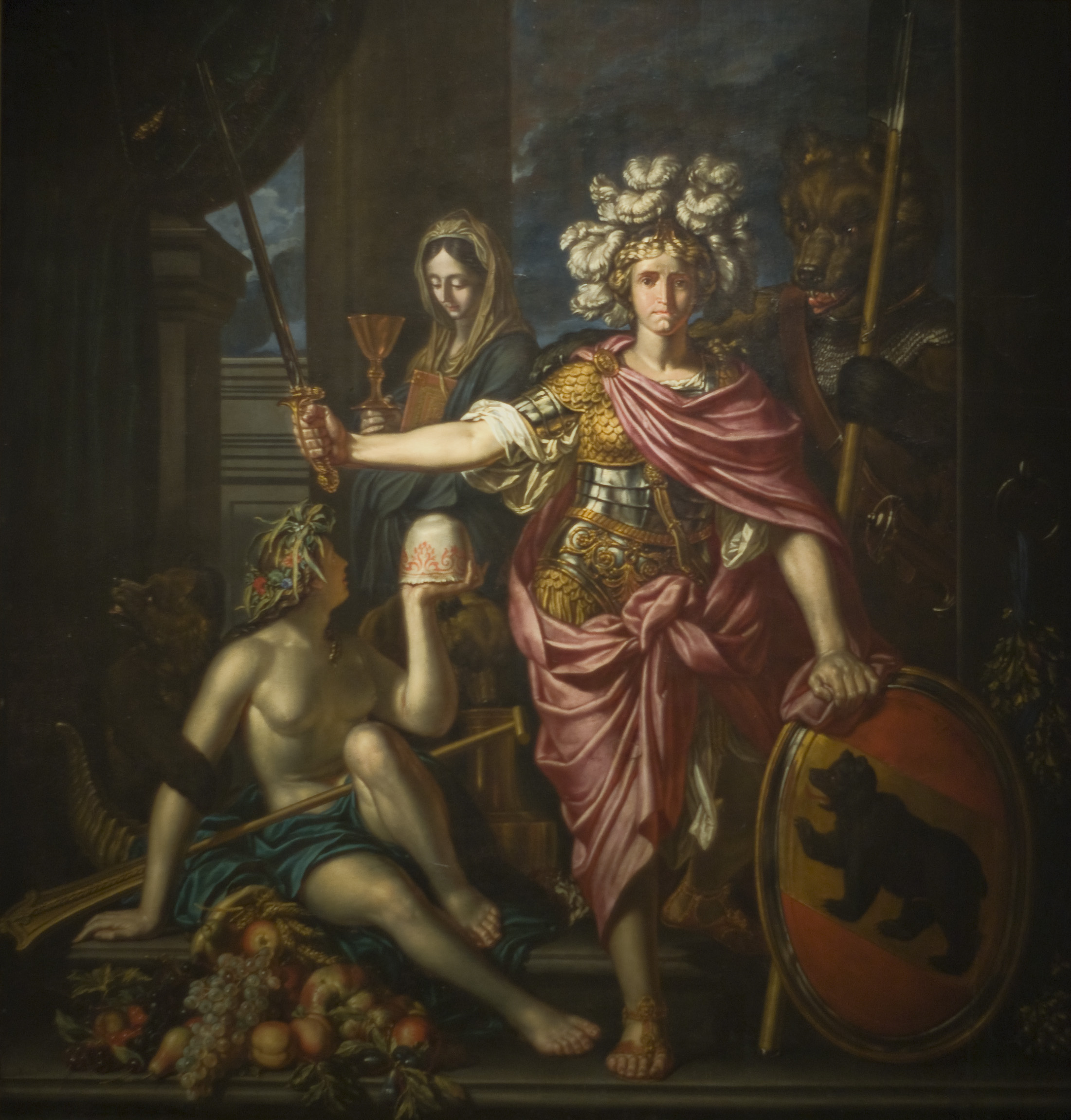
Allégorie de l'État de Berne par Joseph Werner en 1682, avec deux ours à l'arrière-plan.
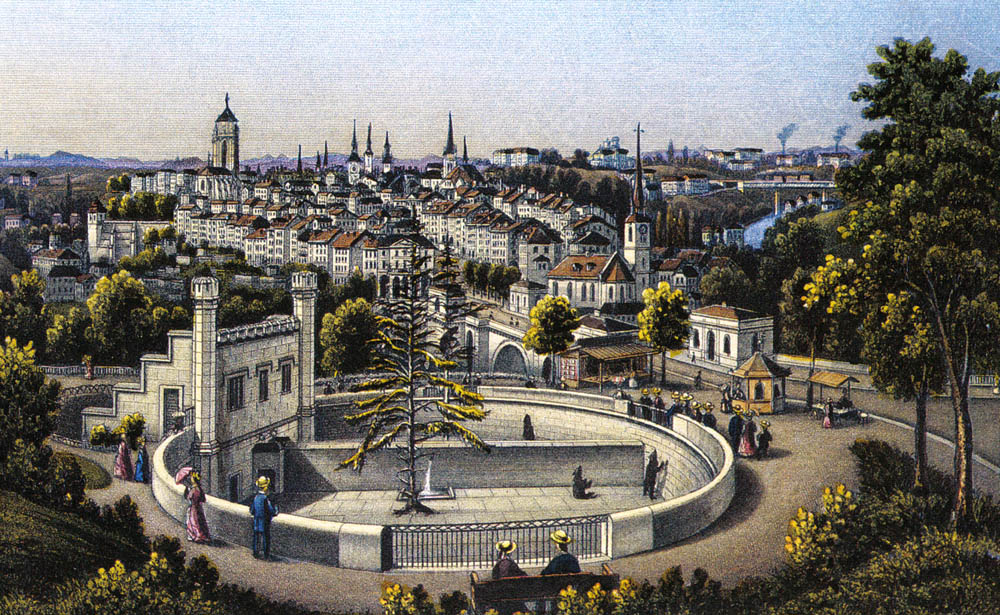
Berne, vue de la fosse aux ours vers 1880.
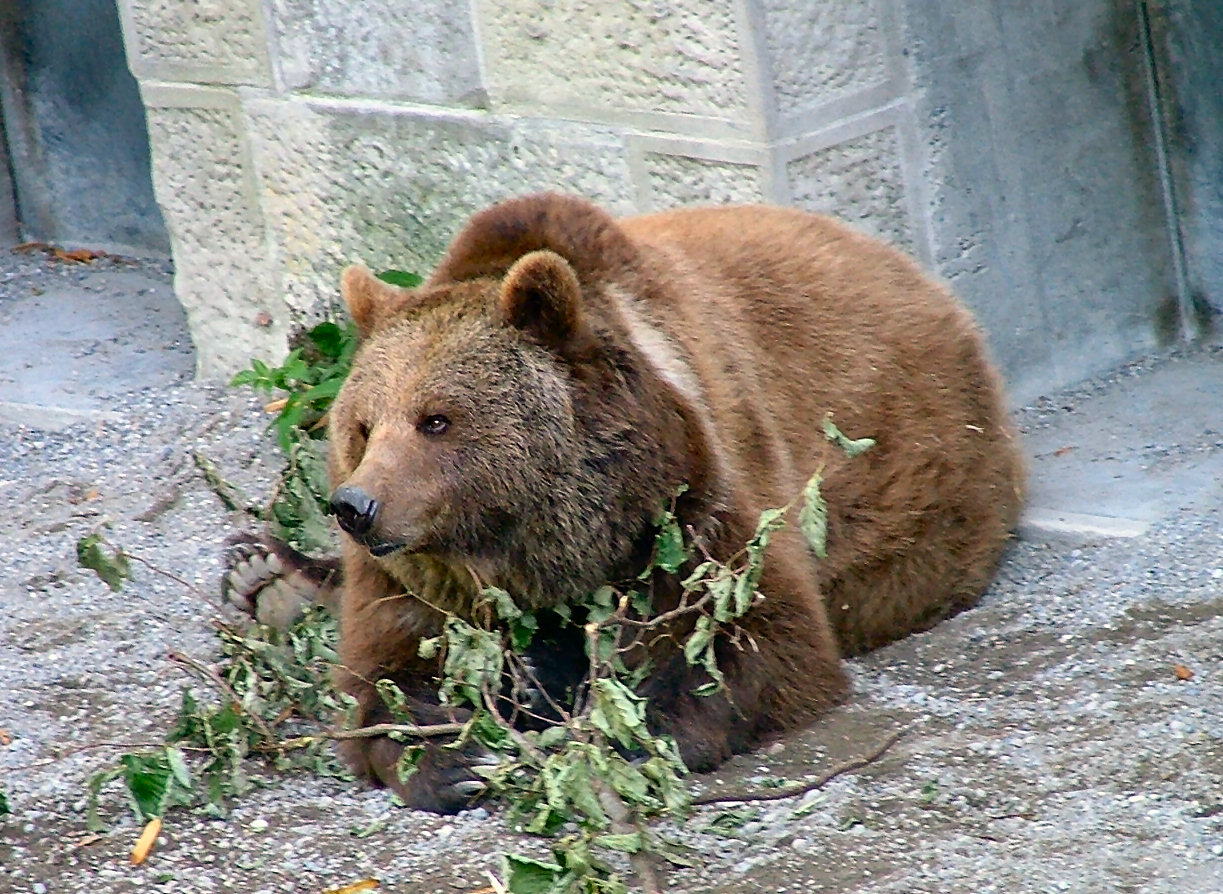
Un ours brun dans la fosse aux ours de Berne en 2005.

#### Berlin
L'ours (Berliner Bär) est aussi le symbole de Berlin, et se retrouve sur toutes sortes d'objets d'art. Il fut très utilisé par la propagande nazie et n'a jamais eu de rôle comparable à celui de l'ours de Berne. La capitale allemande décerne chaque année l'ours d'or du meilleur film, qui est la plus prestigieuse récompense décernée lors du Festival de Berlin, organisé depuis 1951.

### Expressions, proverbes et idiotismes

#### Chez la population générale
Un certain nombre d'expressions et d'idiotismes animaliers font directement référence à l'ours, ainsi qu'à son caractère et à ses qualités et défauts réels ou supposés.

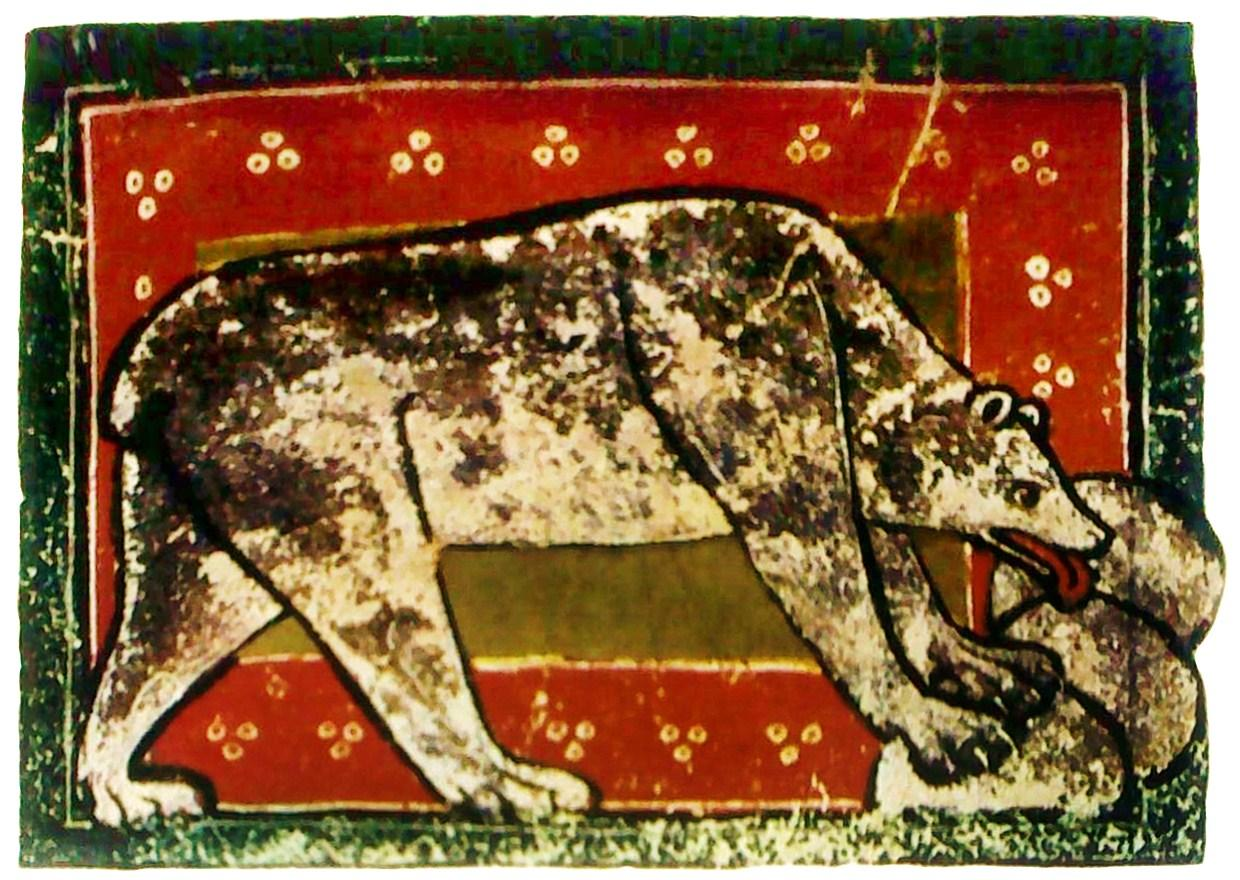
La croyance selon laquelle l'ourse lèche son ourson pour le mettre en forme est très ancienne. Ici, un bestiaire anglais vers 1200.

La plus connue dans les langues francophones est « ours mal léché ». Cette expression désigne depuis le XVIIe siècle une personne bourrue, grossière, désagréable, rustre, qui n'est ni polie, ni convenable et ne sait que peu de choses des usages du monde. Cette expression est directement issue de la croyance selon laquelle l'ourse léchait ses petits pour leur donner forme. Cette croyance ancienne se trouvait déjà dans les Étymologies d'Isidore de Séville en 630. Elle a par la suite été reprise dans les encyclopédies du Moyen Âge et de la Renaissance et également chez Rabelais,.

« On dit que l’ours (ursus) est ainsi nommé de ce qu’il forme ses petits avec sa gueule (ore suo), quasiment orsus. On dit en effet qu’il engendre des petits informes qui naissent comme des morceaux de chair, que la mère transforme en membres en les léchant. De là ce [vers] qui suit : « L’ourse façonne avec sa langue le petit qu’elle a engendré ». Mais la raison en est une naissance avant terme. Tout au plus, l’ourse met bas au trentième jour ; cette courte gestation produit des êtres informes. »

— tiré de Le livre des propriétés des choses (Bernard Ribémont)

« Ainsi que l'ourse, à force de lécher son petit, le met en perfection... »

— François Rabelais
S'appuyant sur cette croyance, l'expression désigne symboliquement des personnes « ébauchées », c'est-à-dire mal éduquées et dont la « formation » aux règles de vie en société n'a pas été entièrement accomplie.
La Fontaine joue sur cette expression en parlant d'un ours « à demi léché » dans sa fable L'Ours et l'Amateur des jardins.
On dit aussi plus simplement d'une personne qu'elle « est un ours » lorsqu'elle est peu sociable.
L'expression « fort comme un ours » existe dans toutes les langues européennes, et désigne les personnes possédant une grande force physique. L'expression « Vendre la peau de l'ours avant de l'avoir tué », qui signifie anticiper un succès incertain, est issue d'une fable d'Ésope.

#### Chez les typographes
Dans l'argot des typographes, on appelait ours l'ouvrier pressier, peut-être par l'analogie de son mouvement avec le « lourd balancement de l'ours », par opposition à l'ouvrier compositeur appelé le singe, qui disposait ses caractères avec des mouvements vifs. De nos jours, on appelle ours l'encadré où se trouvent les noms des collaborateurs d'un journal ou d'un magazine.

#### Chez les pilotes américains
Pendant la Guerre du Vietnam, les pilotes américains de F105 Wild Weasel biplaces surnommaient « ours » leur opérateur de guerre électronique assis en place arrière. Ils employaient l'expression « ours bien dressé » pour les désigner.

## Dans l'art et la fiction

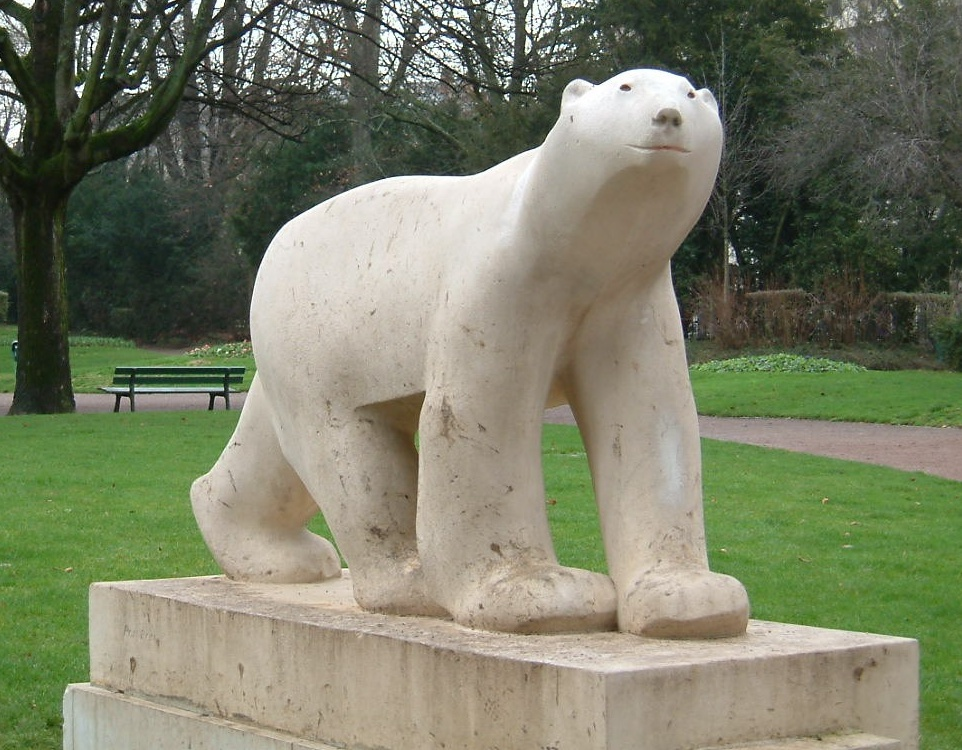
Ours blanc, reproduction d'une sculpture de François Pompon, au Square Darcy à Dijon.

L'ours est présent dans l'art, aussi bien dans les blasons et les drapeaux qu'en sculpture, peinture, photographie, dans les timbres postaux, la littérature, les films ou la musique. En 1988, Jean-Jacques Annaud lui a ainsi consacré tout un film : l'Ours, et François Pompon a réalisé une célèbre sculpture représentant un ours polaire.
Un certain nombre d'ours fictifs ont vu leurs aventures acquérir une diffusion internationale, tel Winnie l'ourson, devenu une star des produits dérivés pour les jeunes enfants. L'ours Paddington, Baloo, Yogi l'ours, Colargol ou encore Bouba ont également marqué des générations de lecteurs et de téléspectateurs.

## L'ours et les enfants

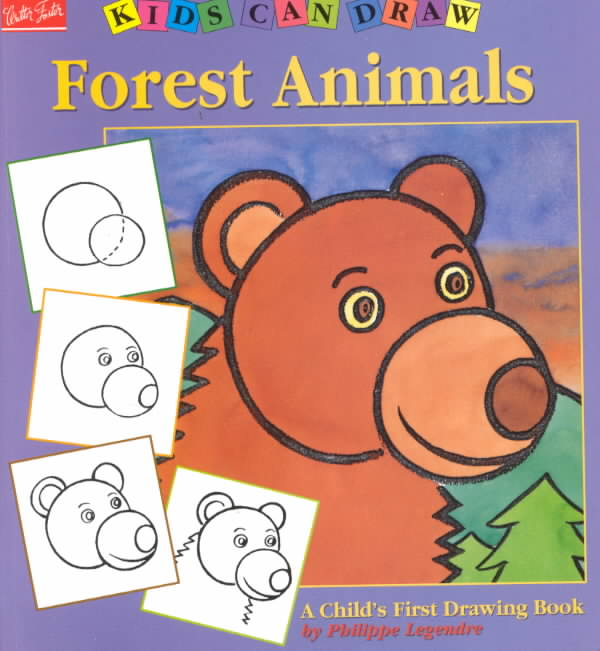
Représentation traditionnelle de l'ours souriant dans une méthode de dessin pour enfants (par Philippe Legendre-Kvater).

L'ours est tout particulièrement associé aux enfants à l'époque moderne, depuis les contes mais surtout grâce à l'ours en peluche, qui a donné naissance à la représentation « mignonne » de cet animal et au nom familier de « Nounours ».

### Ours en peluche
C'est dans les premières années du XXe siècle que les ours en peluche commencent à se diffuser, à partir de l'Allemagne et des États-Unis, où ils furent inventés quasi simultanément comme jouets pour les enfants. Devenu « confident, complice et ange gardien » des enfants, voire membre de la famille, la diffusion de l'ours en peluche s'étend désormais au monde entier, déchaînant les passions. L'ours en peluche possède en effet ses propres magasins spécialisés, ses lignées, ses associations de collectionneurs (les arctophiles), ses ateliers de réparation, ses musées et ses magazines. Des thérapies par l'ours en peluche ont été développées afin d'aider les enfants traumatisés, handicapés, en rupture de communication, autistes, hospitalisés ou victimes de maladies graves.
Les bisounours (Câlinours au Canada, « The Care Bears » en anglais) sont une ligne d'ours en peluche américaine populaires pendant les années 1980, commercialisée par la société Kenner. Plus de 40 millions de ces ours, produits dans toute une gamme de couleurs, ont été vendus entre 1983 et 1987. Un nom, un symbole et un emploi ont été attachés à chacun d'eux. Ils ont donné naissance à des séries et films d'animation.

### Jeu sportif
Les règles du jeu de l'ours sont rapportées dans la page L'Ours (jeu sportif).

### Littérature de jeunesse, dessins animés et films d'animation

Représentation enfantine classique du nounours.

Il existe un grand nombre d'ours fictifs inventés dans des histoires pour les enfants, aussi bien en littérature qu'en film ou en série d'animation. Les plus récents s'appuient particulièrement sur l'image de l'ours en peluche et sa symbolique affective, et mettent surtout en scène des ours mignons dans des univers gentils et enfantins. Le studio Walt Disney a consacré dans les années 2000 deux films entiers à cet animal, Frère des ours et Frère des ours 2. Le film d'animation des studios Disney-Pixar Rebelle fait également référence à cet animal.

### Confiserie

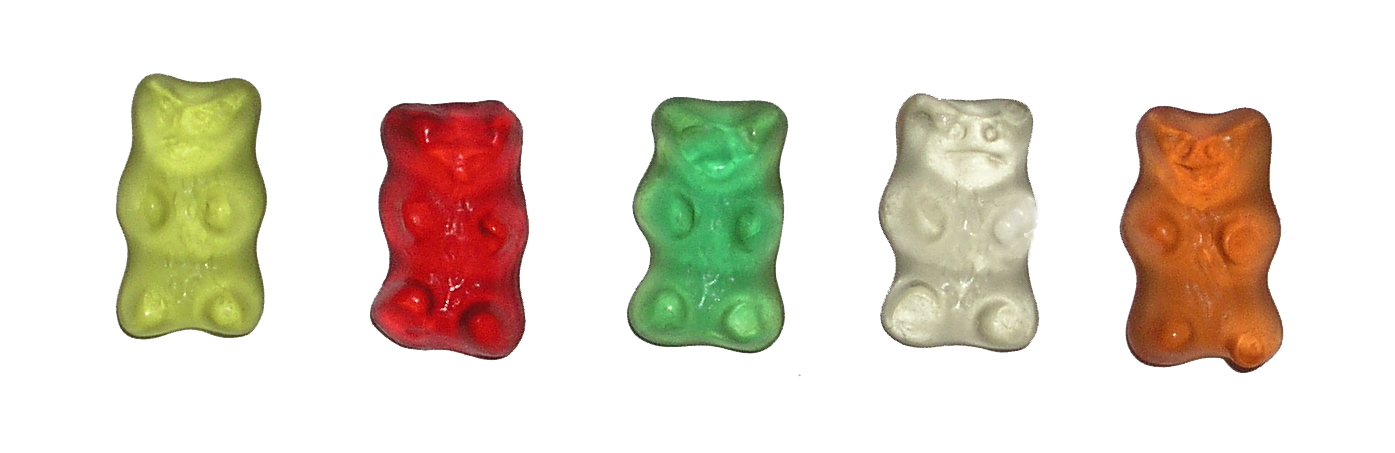
Les Ours d'Or, confiseries en gélatine commercialisées par Haribo.

Les ours en gélatine viennent d'Allemagne où on les appelle Gummibär  (littéralement « ours en gomme ») ou Gummibärchen  (« ourson en gomme »). Hans Riegel, le créateur de la société Haribo, a inventé le TANZBÄR, précurseur des Ours d'Or, en 1922. Les Ours d'Or ont eu un très grand succès et d'autres bonbons de la même matière en furent dérivés, tels que des vers ou des mini-burgers.
Le Petit Ourson (une guimauve enrobée de chocolat au lait) est créé en 1962 par Michel Cathy, responsable de fabrication de la chocolaterie Bouquet d'or à Ascq,. Il lui donne la forme d’un ourson, parce que c’est le « jouet le plus offert aux enfants […] dont on se souvient toute la vie. »
En Norvège, les Bamsemums de la confiserie Nidar de Trondheim ont été créés en 1975. Identiques au Petit Ourson français, ils sont également en guimauve recouverte de chocolat.

### Exposition
Une exposition intitulée Ours, mythes et réalités a eu lieu au muséum de Toulouse du 11 octobre 2013 au 30 juin 2014.